# Lista de asteroides (291001-292000)
Esta é uma lista parcial de asteroides, do asteroide número 291001 até o 292000, inclusive. Veja também o índice com todas as listas disponíveis.

| Objeto Próximos à Terra | Cinturão de asteroides (interno) | Cinturão de asteroides (externo) | Centauro       |
| Cruzador de Marte       | Cinturão de asteroides (meio)    | Troianos de Júpiter              | Transnetuniano |

Veja mais dados de cada asteroide na ligação externa para o Minor Planet Center na última coluna.
Índice: 291001... 291101... 291201... 291301... 291401... 291501... 291601... 291701... 291801... 291901... 

## 291001–291100
| Designação | Designação | Descoberta  | Descoberta     | Descobridor(es)     | Categoria | Mais informações / Referência |
| Permanente | Provisória | Data        | Local          | Descobridor(es)     | Categoria | Mais informações / Referência |
| ---------- | ---------- | ----------- | -------------- | ------------------- | --------- | ----------------------------- |
| 291001     | 2005 XO85  | 2 dez 2005  | Kitt Peak      | Spacewatch          | —         | MPC                           |
| 291002     | 2005 XG88  | 5 dez 2005  | Kitt Peak      | Spacewatch          | —         | MPC                           |
| 291003     | 2005 XU90  | 8 dez 2005  | Kitt Peak      | Spacewatch          | —         | MPC                           |
| 291004     | 2005 XG91  | 10 dez 2005 | Kitt Peak      | Spacewatch          | —         | MPC                           |
| 291005     | 2005 XR92  | 10 dez 2005 | Catalina       | CSS                 | —         | MPC                           |
| 291006     | 2005 XY102 | 1 dez 2005  | Kitt Peak      | M. W. Buie          | —         | MPC                           |
| 291007     | 2005 XE112 | 2 dez 2005  | Kitt Peak      | M. W. Buie          | —         | MPC                           |
| 291008     | 2005 XK112 | 2 dez 2005  | Kitt Peak      | M. W. Buie          | —         | MPC                           |
| 291009     | 2005 XR112 | 2 dez 2005  | Kitt Peak      | Spacewatch          | —         | MPC                           |
| 291010     | 2005 XN115 | 7 dez 2005  | Kitt Peak      | Spacewatch          | —         | MPC                           |
| 291011     | 2005 YM1   | 21 dez 2005 | Catalina       | CSS                 | —         | MPC                           |
| 291012     | 2005 YA4   | 22 dez 2005 | Pla D'Arguines | R. Ferrando         | —         | MPC                           |
| 291013     | 2005 YY6   | 21 dez 2005 | Junk Bond      | D. Healy            | —         | MPC                           |
| 291014     | 2005 YJ8   | 22 dez 2005 | Kitt Peak      | Spacewatch          | Phocaea   | MPC                           |
| 291015     | 2005 YH9   | 21 dez 2005 | Kitt Peak      | Spacewatch          | —         | MPC                           |
| 291016     | 2005 YD11  | 21 dez 2005 | Kitt Peak      | Spacewatch          | —         | MPC                           |
| 291017     | 2005 YQ11  | 21 dez 2005 | Kitt Peak      | Spacewatch          | —         | MPC                           |
| 291018     | 2005 YL14  | 22 dez 2005 | Kitt Peak      | Spacewatch          | —         | MPC                           |
| 291019     | 2005 YD15  | 22 dez 2005 | Kitt Peak      | Spacewatch          | —         | MPC                           |
| 291020     | 2005 YY18  | 23 dez 2005 | Kitt Peak      | Spacewatch          | —         | MPC                           |
| 291021     | 2005 YH23  | 24 dez 2005 | Kitt Peak      | Spacewatch          | —         | MPC                           |
| 291022     | 2005 YR24  | 24 dez 2005 | Kitt Peak      | Spacewatch          | —         | MPC                           |
| 291023     | 2005 YT25  | 24 dez 2005 | Kitt Peak      | Spacewatch          | —         | MPC                           |
| 291024     | 2005 YG27  | 22 dez 2005 | Kitt Peak      | Spacewatch          | —         | MPC                           |
| 291025     | 2005 YP27  | 22 dez 2005 | Kitt Peak      | Spacewatch          | —         | MPC                           |
| 291026     | 2005 YQ28  | 22 dez 2005 | Kitt Peak      | Spacewatch          | —         | MPC                           |
| 291027     | 2005 YM29  | 24 dez 2005 | Kitt Peak      | Spacewatch          | —         | MPC                           |
| 291028     | 2005 YM30  | 21 dez 2005 | Kitt Peak      | Spacewatch          | —         | MPC                           |
| 291029     | 2005 YX30  | 22 dez 2005 | Kitt Peak      | Spacewatch          | —         | MPC                           |
| 291030     | 2005 YR32  | 22 dez 2005 | Kitt Peak      | Spacewatch          | —         | MPC                           |
| 291031     | 2005 YN33  | 24 dez 2005 | Kitt Peak      | Spacewatch          | —         | MPC                           |
| 291032     | 2005 YP34  | 24 dez 2005 | Kitt Peak      | Spacewatch          | —         | MPC                           |
| 291033     | 2005 YG35  | 25 dez 2005 | Kitt Peak      | Spacewatch          | —         | MPC                           |
| 291034     | 2005 YR36  | 25 dez 2005 | Kitt Peak      | Spacewatch          | —         | MPC                           |
| 291035     | 2005 YE37  | 24 dez 2005 | Socorro        | LINEAR              | —         | MPC                           |
| 291036     | 2005 YK39  | 26 dez 2005 | Catalina       | CSS                 | —         | MPC                           |
| 291037     | 2005 YA40  | 22 dez 2005 | Kitt Peak      | Spacewatch          | —         | MPC                           |
| 291038     | 2005 YO40  | 24 dez 2005 | Kitt Peak      | Spacewatch          | —         | MPC                           |
| 291039     | 2005 YU40  | 25 dez 2005 | Mount Lemmon   | Mount Lemmon Survey | —         | MPC                           |
| 291040     | 2005 YF42  | 22 dez 2005 | Kitt Peak      | Spacewatch          | —         | MPC                           |
| 291041     | 2005 YJ45  | 25 dez 2005 | Kitt Peak      | Spacewatch          | —         | MPC                           |
| 291042     | 2005 YH46  | 25 dez 2005 | Kitt Peak      | Spacewatch          | Brangane  | MPC                           |
| 291043     | 2005 YB48  | 21 dez 2005 | Kitt Peak      | Spacewatch          | —         | MPC                           |
| 291044     | 2005 YH49  | 22 dez 2005 | Kitt Peak      | Spacewatch          | Mitidika  | MPC                           |
| 291045     | 2005 YU49  | 24 dez 2005 | Kitt Peak      | Spacewatch          | Ursula    | MPC                           |
| 291046     | 2005 YX50  | 25 dez 2005 | Kitt Peak      | Spacewatch          | —         | MPC                           |
| 291047     | 2005 YK51  | 25 dez 2005 | Mount Lemmon   | Mount Lemmon Survey | —         | MPC                           |
| 291048     | 2005 YY52  | 22 dez 2005 | Kitt Peak      | Spacewatch          | —         | MPC                           |
| 291049     | 2005 YC54  | 24 dez 2005 | Kitt Peak      | Spacewatch          | —         | MPC                           |
| 291050     | 2005 YK54  | 25 dez 2005 | Kitt Peak      | Spacewatch          | —         | MPC                           |
| 291051     | 2005 YD55  | 25 dez 2005 | Kitt Peak      | Spacewatch          | —         | MPC                           |
| 291052     | 2005 YW57  | 24 dez 2005 | Kitt Peak      | Spacewatch          | —         | MPC                           |
| 291053     | 2005 YC58  | 24 dez 2005 | Kitt Peak      | Spacewatch          | —         | MPC                           |
| 291054     | 2005 YZ62  | 24 dez 2005 | Kitt Peak      | Spacewatch          | —         | MPC                           |
| 291055     | 2005 YQ63  | 24 dez 2005 | Kitt Peak      | Spacewatch          | Mitidika  | MPC                           |
| 291056     | 2005 YW64  | 25 dez 2005 | Kitt Peak      | Spacewatch          | —         | MPC                           |
| 291057     | 2005 YO65  | 25 dez 2005 | Kitt Peak      | Spacewatch          | Mitidika  | MPC                           |
| 291058     | 2005 YJ70  | 26 dez 2005 | Kitt Peak      | Spacewatch          | —         | MPC                           |
| 291059     | 2005 YQ70  | 27 dez 2005 | Mount Lemmon   | Mount Lemmon Survey | —         | MPC                           |
| 291060     | 2005 YH77  | 24 dez 2005 | Kitt Peak      | Spacewatch          | —         | MPC                           |
| 291061     | 2005 YZ79  | 24 dez 2005 | Kitt Peak      | Spacewatch          | —         | MPC                           |
| 291062     | 2005 YK80  | 24 dez 2005 | Kitt Peak      | Spacewatch          | —         | MPC                           |
| 291063     | 2005 YV86  | 25 dez 2005 | Mount Lemmon   | Mount Lemmon Survey | —         | MPC                           |
| 291064     | 2005 YW88  | 25 dez 2005 | Mount Lemmon   | Mount Lemmon Survey | —         | MPC                           |
| 291065     | 2005 YV89  | 26 dez 2005 | Mount Lemmon   | Mount Lemmon Survey | —         | MPC                           |
| 291066     | 2005 YY90  | 26 dez 2005 | Mount Lemmon   | Mount Lemmon Survey | Maria     | MPC                           |
| 291067     | 2005 YN92  | 27 dez 2005 | Mount Lemmon   | Mount Lemmon Survey | —         | MPC                           |
| 291068     | 2005 YS98  | 26 dez 2005 | Kitt Peak      | Spacewatch          | —         | MPC                           |
| 291069     | 2005 YV103 | 25 dez 2005 | Kitt Peak      | Spacewatch          | Mitidika  | MPC                           |
| 291070     | 2005 YV104 | 25 dez 2005 | Kitt Peak      | Spacewatch          | —         | MPC                           |
| 291071     | 2005 YX104 | 25 dez 2005 | Kitt Peak      | Spacewatch          | —         | MPC                           |
| 291072     | 2005 YD108 | 25 dez 2005 | Kitt Peak      | Spacewatch          | —         | MPC                           |
| 291073     | 2005 YK113 | 25 dez 2005 | Kitt Peak      | Spacewatch          | —         | MPC                           |
| 291074     | 2005 YD116 | 25 dez 2005 | Kitt Peak      | Spacewatch          | —         | MPC                           |
| 291075     | 2005 YY116 | 25 dez 2005 | Kitt Peak      | Spacewatch          | —         | MPC                           |
| 291076     | 2005 YF117 | 25 dez 2005 | Kitt Peak      | Spacewatch          | —         | MPC                           |
| 291077     | 2005 YG120 | 27 dez 2005 | Mount Lemmon   | Mount Lemmon Survey | —         | MPC                           |
| 291078     | 2005 YM120 | 27 dez 2005 | Mount Lemmon   | Mount Lemmon Survey | Brangane  | MPC                           |
| 291079     | 2005 YR120 | 27 dez 2005 | Mount Lemmon   | Mount Lemmon Survey | —         | MPC                           |
| 291080     | 2005 YV120 | 27 dez 2005 | Kitt Peak      | Spacewatch          | —         | MPC                           |
| 291081     | 2005 YY120 | 27 dez 2005 | Mount Lemmon   | Mount Lemmon Survey | —         | MPC                           |
| 291082     | 2005 YB121 | 28 dez 2005 | Kitt Peak      | Spacewatch          | —         | MPC                           |
| 291083     | 2005 YZ122 | 24 dez 2005 | Socorro        | LINEAR              | —         | MPC                           |
| 291084     | 2005 YK123 | 24 dez 2005 | Kitt Peak      | Spacewatch          | —         | MPC                           |
| 291085     | 2005 YP123 | 24 dez 2005 | Kitt Peak      | Spacewatch          | —         | MPC                           |
| 291086     | 2005 YU127 | 26 jan 2001 | Kitt Peak      | Spacewatch          | Ursula    | MPC                           |
| 291087     | 2005 YT131 | 25 dez 2005 | Mount Lemmon   | Mount Lemmon Survey | —         | MPC                           |
| 291088     | 2005 YZ131 | 25 dez 2005 | Mount Lemmon   | Mount Lemmon Survey | —         | MPC                           |
| 291089     | 2005 YA133 | 26 dez 2005 | Kitt Peak      | Spacewatch          | —         | MPC                           |
| 291090     | 2005 YL133 | 26 dez 2005 | Kitt Peak      | Spacewatch          | —         | MPC                           |
| 291091     | 2005 YN133 | 26 dez 2005 | Kitt Peak      | Spacewatch          | —         | MPC                           |
| 291092     | 2005 YS133 | 26 dez 2005 | Kitt Peak      | Spacewatch          | —         | MPC                           |
| 291093     | 2005 YF134 | 26 dez 2005 | Kitt Peak      | Spacewatch          | —         | MPC                           |
| 291094     | 2005 YW134 | 26 dez 2005 | Kitt Peak      | Spacewatch          | —         | MPC                           |
| 291095     | 2005 YZ134 | 26 dez 2005 | Kitt Peak      | Spacewatch          | —         | MPC                           |
| 291096     | 2005 YG135 | 26 dez 2005 | Kitt Peak      | Spacewatch          | —         | MPC                           |
| 291097     | 2005 YW136 | 26 dez 2005 | Kitt Peak      | Spacewatch          | —         | MPC                           |
| 291098     | 2005 YZ143 | 28 dez 2005 | Mount Lemmon   | Mount Lemmon Survey | —         | MPC                           |
| 291099     | 2005 YL148 | 25 dez 2005 | Kitt Peak      | Spacewatch          | —         | MPC                           |
| 291100     | 2005 YX148 | 25 dez 2005 | Kitt Peak      | Spacewatch          | —         | MPC                           |

## 291101–291200
| Designação | Designação | Descoberta  | Descoberta       | Descobridor(es)     | Categoria | Mais informações / Referência |
| Permanente | Provisória | Data        | Local            | Descobridor(es)     | Categoria | Mais informações / Referência |
| ---------- | ---------- | ----------- | ---------------- | ------------------- | --------- | ----------------------------- |
| 291101     | 2005 YP153 | 29 dez 2005 | Catalina         | CSS                 | —         | MPC                           |
| 291102     | 2005 YK154 | 29 dez 2005 | Kitt Peak        | Spacewatch          | —         | MPC                           |
| 291103     | 2005 YU160 | 27 dez 2005 | Kitt Peak        | Spacewatch          | —         | MPC                           |
| 291104     | 2005 YO161 | 27 dez 2005 | Socorro          | LINEAR              | —         | MPC                           |
| 291105     | 2005 YB165 | 29 dez 2005 | Socorro          | LINEAR              | —         | MPC                           |
| 291106     | 2005 YL165 | 30 dez 2005 | Mount Lemmon     | Mount Lemmon Survey | —         | MPC                           |
| 291107     | 2005 YR166 | 27 dez 2005 | Kitt Peak        | Spacewatch          | —         | MPC                           |
| 291108     | 2005 YT167 | 27 dez 2005 | Kitt Peak        | Spacewatch          | —         | MPC                           |
| 291109     | 2005 YX172 | 24 dez 2005 | Socorro          | LINEAR              | —         | MPC                           |
| 291110     | 2005 YW173 | 25 dez 2005 | Catalina         | CSS                 | —         | MPC                           |
| 291111     | 2005 YV174 | 29 dez 2005 | Palomar          | NEAT                | —         | MPC                           |
| 291112     | 2005 YB177 | 22 dez 2005 | Kitt Peak        | Spacewatch          | —         | MPC                           |
| 291113     | 2005 YQ178 | 25 dez 2005 | Kitt Peak        | Spacewatch          | —         | MPC                           |
| 291114     | 2005 YS179 | 27 dez 2005 | Kitt Peak        | Spacewatch          | —         | MPC                           |
| 291115     | 2005 YU179 | 27 dez 2005 | Mount Lemmon     | Mount Lemmon Survey | —         | MPC                           |
| 291116     | 2005 YB182 | 27 dez 2005 | Catalina         | CSS                 | —         | MPC                           |
| 291117     | 2005 YJ186 | 29 dez 2005 | Catalina         | CSS                 | Juno      | MPC                           |
| 291118     | 2005 YS188 | 28 dez 2005 | Mount Lemmon     | Mount Lemmon Survey | —         | MPC                           |
| 291119     | 2005 YD194 | 31 dez 2005 | Kitt Peak        | Spacewatch          | —         | MPC                           |
| 291120     | 2005 YP199 | 25 dez 2005 | Mount Lemmon     | Mount Lemmon Survey | —         | MPC                           |
| 291121     | 2005 YB200 | 26 dez 2005 | Mount Lemmon     | Mount Lemmon Survey | —         | MPC                           |
| 291122     | 2005 YJ200 | 26 dez 2005 | Kitt Peak        | Spacewatch          | —         | MPC                           |
| 291123     | 2005 YP200 | 22 dez 2005 | Kitt Peak        | Spacewatch          | —         | MPC                           |
| 291124     | 2005 YW200 | 22 dez 2005 | Kitt Peak        | Spacewatch          | —         | MPC                           |
| 291125     | 2005 YB201 | 22 dez 2005 | Kitt Peak        | Spacewatch          | —         | MPC                           |
| 291126     | 2005 YF201 | 22 dez 2005 | Kitt Peak        | Spacewatch          | —         | MPC                           |
| 291127     | 2005 YJ201 | 22 dez 2005 | Kitt Peak        | Spacewatch          | —         | MPC                           |
| 291128     | 2005 YP201 | 24 dez 2005 | Kitt Peak        | Spacewatch          | —         | MPC                           |
| 291129     | 2005 YY204 | 26 dez 2005 | Mount Lemmon     | Mount Lemmon Survey | —         | MPC                           |
| 291130     | 2005 YO207 | 28 dez 2005 | Mount Lemmon     | Mount Lemmon Survey | —         | MPC                           |
| 291131     | 2005 YR207 | 29 dez 2005 | Mount Lemmon     | Mount Lemmon Survey | Mitidika  | MPC                           |
| 291132     | 2005 YL208 | 21 dez 2005 | Catalina         | CSS                 | —         | MPC                           |
| 291133     | 2005 YD212 | 28 dez 2005 | Palomar          | NEAT                | —         | MPC                           |
| 291134     | 2005 YN214 | 30 dez 2005 | Catalina         | CSS                 | —         | MPC                           |
| 291135     | 2005 YS215 | 29 dez 2005 | Kitt Peak        | Spacewatch          | —         | MPC                           |
| 291136     | 2005 YO218 | 30 dez 2005 | Mount Lemmon     | Mount Lemmon Survey | —         | MPC                           |
| 291137     | 2005 YC219 | 31 dez 2005 | Kitt Peak        | Spacewatch          | —         | MPC                           |
| 291138     | 2005 YH223 | 24 dez 2005 | Kitt Peak        | Spacewatch          | Mitidika  | MPC                           |
| 291139     | 2005 YF225 | 25 dez 2005 | Mount Lemmon     | Mount Lemmon Survey | —         | MPC                           |
| 291140     | 2005 YK229 | 25 dez 2005 | Mount Lemmon     | Mount Lemmon Survey | —         | MPC                           |
| 291141     | 2005 YH230 | 26 dez 2005 | Kitt Peak        | Spacewatch          | —         | MPC                           |
| 291142     | 2005 YS231 | 27 dez 2005 | Kitt Peak        | Spacewatch          | —         | MPC                           |
| 291143     | 2005 YR236 | 28 dez 2005 | Kitt Peak        | Spacewatch          | —         | MPC                           |
| 291144     | 2005 YK237 | 28 dez 2005 | Mount Lemmon     | Mount Lemmon Survey | —         | MPC                           |
| 291145     | 2005 YW237 | 28 dez 2005 | Kitt Peak        | Spacewatch          | —         | MPC                           |
| 291146     | 2005 YB246 | 30 dez 2005 | Kitt Peak        | Spacewatch          | Eos       | MPC                           |
| 291147     | 2005 YY250 | 28 dez 2005 | Kitt Peak        | Spacewatch          | —         | MPC                           |
| 291148     | 2005 YN256 | 30 dez 2005 | Kitt Peak        | Spacewatch          | —         | MPC                           |
| 291149     | 2005 YZ256 | 30 dez 2005 | Kitt Peak        | Spacewatch          | Brangane  | MPC                           |
| 291150     | 2005 YE262 | 25 dez 2005 | Kitt Peak        | Spacewatch          | —         | MPC                           |
| 291151     | 2005 YS265 | 26 dez 2005 | Kitt Peak        | Spacewatch          | —         | MPC                           |
| 291152     | 2005 YX273 | 30 dez 2005 | Mount Lemmon     | Mount Lemmon Survey | —         | MPC                           |
| 291153     | 2005 YM284 | 28 dez 2005 | Mount Lemmon     | Mount Lemmon Survey | —         | MPC                           |
| 291154     | 2005 YU285 | 30 dez 2005 | Kitt Peak        | Spacewatch          | —         | MPC                           |
| 291155     | 2005 YD286 | 30 dez 2005 | Kitt Peak        | Spacewatch          | —         | MPC                           |
| 291156     | 2005 YS286 | 30 dez 2005 | Kitt Peak        | Spacewatch          | —         | MPC                           |
| 291157     | 2005 YW290 | 25 dez 2005 | Kitt Peak        | Spacewatch          | —         | MPC                           |
| 291158     | 2005 YM291 | 26 dez 2005 | Mount Lemmon     | Mount Lemmon Survey | —         | MPC                           |
| 291159     | 2005 YT291 | 26 dez 2005 | Mount Lemmon     | Mount Lemmon Survey | —         | MPC                           |
| 291160     | 2006 AE    | 2 jan 2006  | 7300 Observatory | W. K. Y. Yeung      | —         | MPC                           |
| 291161     | 2006 AV    | 4 jan 2006  | Kitt Peak        | Spacewatch          | —         | MPC                           |
| 291162     | 2006 AY6   | 5 jan 2006  | Catalina         | CSS                 | —         | MPC                           |
| 291163     | 2006 AS11  | 2 jan 2006  | Mount Lemmon     | Mount Lemmon Survey | —         | MPC                           |
| 291164     | 2006 AE14  | 5 jan 2006  | Mount Lemmon     | Mount Lemmon Survey | —         | MPC                           |
| 291165     | 2006 AC15  | 5 jan 2006  | Mount Lemmon     | Mount Lemmon Survey | —         | MPC                           |
| 291166     | 2006 AA23  | 4 jan 2006  | Kitt Peak        | Spacewatch          | —         | MPC                           |
| 291167     | 2006 AJ24  | 5 jan 2006  | Kitt Peak        | Spacewatch          | —         | MPC                           |
| 291168     | 2006 AM24  | 5 jan 2006  | Kitt Peak        | Spacewatch          | —         | MPC                           |
| 291169     | 2006 AP25  | 5 jan 2006  | Kitt Peak        | Spacewatch          | —         | MPC                           |
| 291170     | 2006 AU25  | 5 jan 2006  | Kitt Peak        | Spacewatch          | —         | MPC                           |
| 291171     | 2006 AS28  | 6 jan 2006  | Kitt Peak        | Spacewatch          | —         | MPC                           |
| 291172     | 2006 AK33  | 6 jan 2006  | Socorro          | LINEAR              | Ursula    | MPC                           |
| 291173     | 2006 AM33  | 6 jan 2006  | Catalina         | CSS                 | —         | MPC                           |
| 291174     | 2006 AV33  | 6 jan 2006  | Kitt Peak        | Spacewatch          | —         | MPC                           |
| 291175     | 2006 AA37  | 4 jan 2006  | Kitt Peak        | Spacewatch          | Mitidika  | MPC                           |
| 291176     | 2006 AY39  | 7 jan 2006  | Mount Lemmon     | Mount Lemmon Survey | —         | MPC                           |
| 291177     | 2006 AB40  | 7 jan 2006  | Mount Lemmon     | Mount Lemmon Survey | —         | MPC                           |
| 291178     | 2006 AD43  | 6 jan 2006  | Kitt Peak        | Spacewatch          | —         | MPC                           |
| 291179     | 2006 AJ44  | 7 jan 2006  | Kitt Peak        | Spacewatch          | —         | MPC                           |
| 291180     | 2006 AS44  | 7 jan 2006  | Mount Lemmon     | Mount Lemmon Survey | Mitidika  | MPC                           |
| 291181     | 2006 AL45  | 2 jan 2006  | Mount Lemmon     | Mount Lemmon Survey | —         | MPC                           |
| 291182     | 2006 AW45  | 5 jan 2006  | Kitt Peak        | Spacewatch          | —         | MPC                           |
| 291183     | 2006 AP49  | 5 jan 2006  | Kitt Peak        | Spacewatch          | —         | MPC                           |
| 291184     | 2006 AB50  | 5 jan 2006  | Kitt Peak        | Spacewatch          | Mitidika  | MPC                           |
| 291185     | 2006 AC53  | 5 jan 2006  | Kitt Peak        | Spacewatch          | —         | MPC                           |
| 291186     | 2006 AH53  | 5 jan 2006  | Kitt Peak        | Spacewatch          | —         | MPC                           |
| 291187     | 2006 AG54  | 5 jan 2006  | Kitt Peak        | Spacewatch          | —         | MPC                           |
| 291188     | 2006 AL54  | 5 jan 2006  | Kitt Peak        | Spacewatch          | —         | MPC                           |
| 291189     | 2006 AR54  | 5 jan 2006  | Kitt Peak        | Spacewatch          | Brangane  | MPC                           |
| 291190     | 2006 AW57  | 8 jan 2006  | Mount Lemmon     | Mount Lemmon Survey | —         | MPC                           |
| 291191     | 2006 AF58  | 8 jan 2006  | Mount Lemmon     | Mount Lemmon Survey | —         | MPC                           |
| 291192     | 2006 AH62  | 5 jan 2006  | Kitt Peak        | Spacewatch          | —         | MPC                           |
| 291193     | 2006 AP62  | 6 jan 2006  | Kitt Peak        | Spacewatch          | —         | MPC                           |
| 291194     | 2006 AQ62  | 6 jan 2006  | Kitt Peak        | Spacewatch          | —         | MPC                           |
| 291195     | 2006 AR63  | 6 jan 2006  | Mount Lemmon     | Mount Lemmon Survey | —         | MPC                           |
| 291196     | 2006 AQ64  | 8 jan 2006  | Kitt Peak        | Spacewatch          | —         | MPC                           |
| 291197     | 2006 AU64  | 8 jan 2006  | Kitt Peak        | Spacewatch          | —         | MPC                           |
| 291198     | 2006 AK69  | 6 jan 2006  | Mount Lemmon     | Mount Lemmon Survey | —         | MPC                           |
| 291199     | 2006 AF71  | 6 jan 2006  | Kitt Peak        | Spacewatch          | —         | MPC                           |
| 291200     | 2006 AO73  | 8 jan 2006  | Mount Lemmon     | Mount Lemmon Survey | —         | MPC                           |

## 291201–291300
| Designação | Designação | Descoberta  | Descoberta    | Descobridor(es)     | Categoria | Mais informações / Referência |
| Permanente | Provisória | Data        | Local         | Descobridor(es)     | Categoria | Mais informações / Referência |
| ---------- | ---------- | ----------- | ------------- | ------------------- | --------- | ----------------------------- |
| 291201     | 2006 AN74  | 6 jan 2006  | Socorro       | LINEAR              | —         | MPC                           |
| 291202     | 2006 AD79  | 6 jan 2006  | Kitt Peak     | Spacewatch          | Brangane  | MPC                           |
| 291203     | 2006 AC80  | 4 jan 2006  | Kitt Peak     | Spacewatch          | Ursula    | MPC                           |
| 291204     | 2006 AE80  | 5 jan 2006  | Mount Lemmon  | Mount Lemmon Survey | —         | MPC                           |
| 291205     | 2006 AO80  | 6 jan 2006  | Mount Lemmon  | Mount Lemmon Survey | —         | MPC                           |
| 291206     | 2006 AQ80  | 6 jan 2006  | Mount Lemmon  | Mount Lemmon Survey | —         | MPC                           |
| 291207     | 2006 AB82  | 2 jan 2006  | Mount Lemmon  | Mount Lemmon Survey | —         | MPC                           |
| 291208     | 2006 AW82  | 8 jan 2006  | Catalina      | CSS                 | —         | MPC                           |
| 291209     | 2006 AG84  | 6 jan 2006  | Catalina      | CSS                 | —         | MPC                           |
| 291210     | 2006 AB85  | 6 jan 2006  | Catalina      | CSS                 | —         | MPC                           |
| 291211     | 2006 AZ89  | 5 jan 2006  | Mount Lemmon  | Mount Lemmon Survey | —         | MPC                           |
| 291212     | 2006 AB93  | 7 jan 2006  | Kitt Peak     | Spacewatch          | Ursula    | MPC                           |
| 291213     | 2006 AR100 | 5 jan 2006  | Mount Lemmon  | Mount Lemmon Survey | Mitidika  | MPC                           |
| 291214     | 2006 AS100 | 5 jan 2006  | Mount Lemmon  | Mount Lemmon Survey | —         | MPC                           |
| 291215     | 2006 AY101 | 5 jan 2006  | Mount Lemmon  | Mount Lemmon Survey | —         | MPC                           |
| 291216     | 2006 AA102 | 5 jan 2006  | Mount Lemmon  | Mount Lemmon Survey | Ursula    | MPC                           |
| 291217     | 2006 AD102 | 7 jan 2006  | Mount Lemmon  | Mount Lemmon Survey | —         | MPC                           |
| 291218     | 2006 AM102 | 7 jan 2006  | Mount Lemmon  | Mount Lemmon Survey | Mitidika  | MPC                           |
| 291219     | 2006 AR104 | 7 jan 2006  | Mount Lemmon  | Mount Lemmon Survey | —         | MPC                           |
| 291220     | 2006 BD    | 18 jan 2006 | Catalina      | CSS                 | —         | MPC                           |
| 291221     | 2006 BK1   | 20 jan 2006 | Kitt Peak     | Spacewatch          | —         | MPC                           |
| 291222     | 2006 BL5   | 21 jan 2006 | Mount Lemmon  | Mount Lemmon Survey | Ursula    | MPC                           |
| 291223     | 2006 BM5   | 21 jan 2006 | Anderson Mesa | LONEOS              | —         | MPC                           |
| 291224     | 2006 BX6   | 20 jan 2006 | Kitt Peak     | Spacewatch          | —         | MPC                           |
| 291225     | 2006 BJ8   | 22 jan 2006 | Junk Bond     | D. Healy            | —         | MPC                           |
| 291226     | 2006 BZ10  | 20 jan 2006 | Kitt Peak     | Spacewatch          | —         | MPC                           |
| 291227     | 2006 BW16  | 22 jan 2006 | Mount Lemmon  | Mount Lemmon Survey | —         | MPC                           |
| 291228     | 2006 BU19  | 22 jan 2006 | Anderson Mesa | LONEOS              | —         | MPC                           |
| 291229     | 2006 BH20  | 22 jan 2006 | Mount Lemmon  | Mount Lemmon Survey | —         | MPC                           |
| 291230     | 2006 BR22  | 22 jan 2006 | Mount Lemmon  | Mount Lemmon Survey | —         | MPC                           |
| 291231     | 2006 BW23  | 23 jan 2006 | Mount Lemmon  | Mount Lemmon Survey | —         | MPC                           |
| 291232     | 2006 BA25  | 23 jan 2006 | Mount Lemmon  | Mount Lemmon Survey | —         | MPC                           |
| 291233     | 2006 BO29  | 23 jan 2006 | Nyukasa       | Mount Nyukasa Stn.  | —         | MPC                           |
| 291234     | 2006 BK30  | 20 jan 2006 | Kitt Peak     | Spacewatch          | —         | MPC                           |
| 291235     | 2006 BP30  | 20 jan 2006 | Kitt Peak     | Spacewatch          | —         | MPC                           |
| 291236     | 2006 BG31  | 20 jan 2006 | Kitt Peak     | Spacewatch          | Brangane  | MPC                           |
| 291237     | 2006 BG33  | 21 jan 2006 | Kitt Peak     | Spacewatch          | —         | MPC                           |
| 291238     | 2006 BU34  | 22 jan 2006 | Mount Lemmon  | Mount Lemmon Survey | —         | MPC                           |
| 291239     | 2006 BY36  | 23 jan 2006 | Kitt Peak     | Spacewatch          | —         | MPC                           |
| 291240     | 2006 BE39  | 24 jan 2006 | Socorro       | LINEAR              | Ursula    | MPC                           |
| 291241     | 2006 BQ41  | 22 jan 2006 | Mount Lemmon  | Mount Lemmon Survey | —         | MPC                           |
| 291242     | 2006 BW42  | 23 jan 2006 | Kitt Peak     | Spacewatch          | Brangane  | MPC                           |
| 291243     | 2006 BV43  | 23 jan 2006 | Kitt Peak     | Spacewatch          | —         | MPC                           |
| 291244     | 2006 BZ44  | 23 jan 2006 | Mount Lemmon  | Mount Lemmon Survey | —         | MPC                           |
| 291245     | 2006 BG45  | 23 jan 2006 | Mount Lemmon  | Mount Lemmon Survey | Mitidika  | MPC                           |
| 291246     | 2006 BM51  | 25 jan 2006 | Kitt Peak     | Spacewatch          | —         | MPC                           |
| 291247     | 2006 BE52  | 25 jan 2006 | Kitt Peak     | Spacewatch          | —         | MPC                           |
| 291248     | 2006 BT52  | 25 jan 2006 | Kitt Peak     | Spacewatch          | —         | MPC                           |
| 291249     | 2006 BJ53  | 25 jan 2006 | Kitt Peak     | Spacewatch          | —         | MPC                           |
| 291250     | 2006 BB54  | 25 jan 2006 | Kitt Peak     | Spacewatch          | —         | MPC                           |
| 291251     | 2006 BM54  | 25 jan 2006 | Kitt Peak     | Spacewatch          | —         | MPC                           |
| 291252     | 2006 BP54  | 25 jan 2006 | Kitt Peak     | Spacewatch          | —         | MPC                           |
| 291253     | 2006 BT54  | 25 jan 2006 | Kitt Peak     | Spacewatch          | —         | MPC                           |
| 291254     | 2006 BU54  | 25 jan 2006 | Kitt Peak     | Spacewatch          | —         | MPC                           |
| 291255     | 2006 BZ55  | 26 jan 2006 | Mount Lemmon  | Mount Lemmon Survey | —         | MPC                           |
| 291256     | 2006 BR56  | 22 jan 2006 | Mount Lemmon  | Mount Lemmon Survey | —         | MPC                           |
| 291257     | 2006 BK57  | 23 jan 2006 | Kitt Peak     | Spacewatch          | —         | MPC                           |
| 291258     | 2006 BM60  | 26 jan 2006 | Kitt Peak     | Spacewatch          | —         | MPC                           |
| 291259     | 2006 BV69  | 23 jan 2006 | Kitt Peak     | Spacewatch          | —         | MPC                           |
| 291260     | 2006 BE73  | 23 jan 2006 | Kitt Peak     | Spacewatch          | —         | MPC                           |
| 291261     | 2006 BW73  | 23 jan 2006 | Kitt Peak     | Spacewatch          | —         | MPC                           |
| 291262     | 2006 BS75  | 23 jan 2006 | Kitt Peak     | Spacewatch          | —         | MPC                           |
| 291263     | 2006 BC76  | 23 jan 2006 | Kitt Peak     | Spacewatch          | —         | MPC                           |
| 291264     | 2006 BB81  | 23 jan 2006 | Kitt Peak     | Spacewatch          | —         | MPC                           |
| 291265     | 2006 BB82  | 23 jan 2006 | Kitt Peak     | Spacewatch          | —         | MPC                           |
| 291266     | 2006 BT82  | 24 jan 2006 | Kitt Peak     | Spacewatch          | —         | MPC                           |
| 291267     | 2006 BA85  | 25 jan 2006 | Kitt Peak     | Spacewatch          | —         | MPC                           |
| 291268     | 2006 BJ87  | 25 jan 2006 | Kitt Peak     | Spacewatch          | —         | MPC                           |
| 291269     | 2006 BB88  | 25 jan 2006 | Kitt Peak     | Spacewatch          | —         | MPC                           |
| 291270     | 2006 BQ89  | 25 jan 2006 | Kitt Peak     | Spacewatch          | —         | MPC                           |
| 291271     | 2006 BR90  | 25 jan 2006 | Kitt Peak     | Spacewatch          | —         | MPC                           |
| 291272     | 2006 BM91  | 26 jan 2006 | Kitt Peak     | Spacewatch          | —         | MPC                           |
| 291273     | 2006 BE92  | 26 jan 2006 | Mount Lemmon  | Mount Lemmon Survey | —         | MPC                           |
| 291274     | 2006 BA97  | 26 jan 2006 | Mount Lemmon  | Mount Lemmon Survey | —         | MPC                           |
| 291275     | 2006 BF97  | 26 jan 2006 | Kitt Peak     | Spacewatch          | —         | MPC                           |
| 291276     | 2006 BE98  | 27 jan 2006 | Mount Lemmon  | Mount Lemmon Survey | —         | MPC                           |
| 291277     | 2006 BJ100 | 22 jan 2006 | Catalina      | CSS                 | Juno      | MPC                           |
| 291278     | 2006 BL102 | 23 jan 2006 | Mount Lemmon  | Mount Lemmon Survey | —         | MPC                           |
| 291279     | 2006 BQ113 | 25 jan 2006 | Kitt Peak     | Spacewatch          | —         | MPC                           |
| 291280     | 2006 BG115 | 26 jan 2006 | Kitt Peak     | Spacewatch          | —         | MPC                           |
| 291281     | 2006 BQ117 | 26 jan 2006 | Mount Lemmon  | Mount Lemmon Survey | —         | MPC                           |
| 291282     | 2006 BU118 | 26 jan 2006 | Kitt Peak     | Spacewatch          | —         | MPC                           |
| 291283     | 2006 BA119 | 26 jan 2006 | Mount Lemmon  | Mount Lemmon Survey | —         | MPC                           |
| 291284     | 2006 BO120 | 26 jan 2006 | Kitt Peak     | Spacewatch          | —         | MPC                           |
| 291285     | 2006 BQ122 | 26 jan 2006 | Kitt Peak     | Spacewatch          | —         | MPC                           |
| 291286     | 2006 BU125 | 26 jan 2006 | Kitt Peak     | Spacewatch          | —         | MPC                           |
| 291287     | 2006 BP126 | 26 jan 2006 | Kitt Peak     | Spacewatch          | —         | MPC                           |
| 291288     | 2006 BA127 | 26 jan 2006 | Kitt Peak     | Spacewatch          | —         | MPC                           |
| 291289     | 2006 BK127 | 26 jan 2006 | Kitt Peak     | Spacewatch          | —         | MPC                           |
| 291290     | 2006 BW129 | 26 jan 2006 | Kitt Peak     | Spacewatch          | —         | MPC                           |
| 291291     | 2006 BH130 | 26 jan 2006 | Kitt Peak     | Spacewatch          | Ursula    | MPC                           |
| 291292     | 2006 BO130 | 26 jan 2006 | Kitt Peak     | Spacewatch          | —         | MPC                           |
| 291293     | 2006 BT130 | 26 jan 2006 | Kitt Peak     | Spacewatch          | —         | MPC                           |
| 291294     | 2006 BZ132 | 26 jan 2006 | Kitt Peak     | Spacewatch          | —         | MPC                           |
| 291295     | 2006 BF135 | 27 jan 2006 | Mount Lemmon  | Mount Lemmon Survey | —         | MPC                           |
| 291296     | 2006 BA137 | 28 jan 2006 | Mount Lemmon  | Mount Lemmon Survey | —         | MPC                           |
| 291297     | 2006 BS138 | 28 jan 2006 | Mount Lemmon  | Mount Lemmon Survey | —         | MPC                           |
| 291298     | 2006 BE139 | 28 jan 2006 | Mount Lemmon  | Mount Lemmon Survey | —         | MPC                           |
| 291299     | 2006 BV140 | 23 jan 2006 | Catalina      | CSS                 | —         | MPC                           |
| 291300     | 2006 BZ141 | 26 jan 2006 | Mount Lemmon  | Mount Lemmon Survey | —         | MPC                           |

## 291301–291400
| Designação      | Designação | Descoberta  | Descoberta    | Descobridor(es)     | Categoria | Mais informações / Referência |
| Permanente      | Provisória | Data        | Local         | Descobridor(es)     | Categoria | Mais informações / Referência |
| --------------- | ---------- | ----------- | ------------- | ------------------- | --------- | ----------------------------- |
| 291301          | 2006 BC142 | 26 jan 2006 | Kitt Peak     | Spacewatch          | —         | MPC                           |
| 291302          | 2006 BE142 | 26 jan 2006 | Kitt Peak     | Spacewatch          | —         | MPC                           |
| 291303          | 2006 BF145 | 23 jan 2006 | Socorro       | LINEAR              | —         | MPC                           |
| 291304          | 2006 BF147 | 26 jan 2006 | Mount Lemmon  | Mount Lemmon Survey | —         | MPC                           |
| 291305          | 2006 BS149 | 24 jan 2006 | Anderson Mesa | LONEOS              | —         | MPC                           |
| 291306          | 2006 BT151 | 25 jan 2006 | Kitt Peak     | Spacewatch          | —         | MPC                           |
| 291307          | 2006 BE152 | 25 jan 2006 | Kitt Peak     | Spacewatch          | —         | MPC                           |
| 291308          | 2006 BS153 | 25 jan 2006 | Kitt Peak     | Spacewatch          | —         | MPC                           |
| 291309          | 2006 BF154 | 25 jan 2006 | Kitt Peak     | Spacewatch          | —         | MPC                           |
| 291310          | 2006 BO156 | 25 jan 2006 | Kitt Peak     | Spacewatch          | —         | MPC                           |
| 291311          | 2006 BV156 | 25 jan 2006 | Kitt Peak     | Spacewatch          | Mitidika  | MPC                           |
| 291312          | 2006 BE158 | 25 jan 2006 | Kitt Peak     | Spacewatch          | —         | MPC                           |
| 291313          | 2006 BV158 | 26 jan 2006 | Kitt Peak     | Spacewatch          | —         | MPC                           |
| 291314          | 2006 BC163 | 26 jan 2006 | Mount Lemmon  | Mount Lemmon Survey | —         | MPC                           |
| 291315          | 2006 BA165 | 26 jan 2006 | Kitt Peak     | Spacewatch          | —         | MPC                           |
| 291316          | 2006 BE167 | 26 jan 2006 | Mount Lemmon  | Mount Lemmon Survey | —         | MPC                           |
| 291317          | 2006 BT168 | 26 jan 2006 | Mount Lemmon  | Mount Lemmon Survey | —         | MPC                           |
| 291318          | 2006 BQ169 | 26 jan 2006 | Mount Lemmon  | Mount Lemmon Survey | —         | MPC                           |
| 291319          | 2006 BV170 | 27 jan 2006 | Kitt Peak     | Spacewatch          | —         | MPC                           |
| 291320          | 2006 BT171 | 27 jan 2006 | Kitt Peak     | Spacewatch          | Mitidika  | MPC                           |
| 291321          | 2006 BB176 | 27 jan 2006 | Kitt Peak     | Spacewatch          | —         | MPC                           |
| 291322          | 2006 BM182 | 27 jan 2006 | Mount Lemmon  | Mount Lemmon Survey | —         | MPC                           |
| 291323          | 2006 BQ183 | 27 jan 2006 | Anderson Mesa | LONEOS              | —         | MPC                           |
| 291324          | 2006 BL186 | 28 jan 2006 | Mount Lemmon  | Mount Lemmon Survey | —         | MPC                           |
| 291325 de Tyard | 2006 BG191 | 29 jan 2006 | Nogales       | J.-C. Merlin        | —         | MPC                           |
| 291326          | 2006 BR191 | 30 jan 2006 | Kitt Peak     | Spacewatch          | Mitidika  | MPC                           |
| 291327          | 2006 BQ194 | 30 jan 2006 | Kitt Peak     | Spacewatch          | —         | MPC                           |
| 291328          | 2006 BZ195 | 30 jan 2006 | Kitt Peak     | Spacewatch          | —         | MPC                           |
| 291329          | 2006 BW197 | 30 jan 2006 | Kitt Peak     | Spacewatch          | —         | MPC                           |
| 291330          | 2006 BW199 | 30 jan 2006 | Kitt Peak     | Spacewatch          | —         | MPC                           |
| 291331          | 2006 BX203 | 31 jan 2006 | Mount Lemmon  | Mount Lemmon Survey | —         | MPC                           |
| 291332          | 2006 BA205 | 31 jan 2006 | Kitt Peak     | Spacewatch          | —         | MPC                           |
| 291333          | 2006 BL205 | 31 jan 2006 | Kitt Peak     | Spacewatch          | —         | MPC                           |
| 291334          | 2006 BG214 | 23 jan 2006 | Catalina      | CSS                 | —         | MPC                           |
| 291335          | 2006 BQ214 | 23 jan 2006 | Catalina      | CSS                 | —         | MPC                           |
| 291336          | 2006 BE215 | 24 jan 2006 | Socorro       | LINEAR              | —         | MPC                           |
| 291337          | 2006 BS216 | 26 jan 2006 | Catalina      | CSS                 | —         | MPC                           |
| 291338          | 2006 BC217 | 27 jan 2006 | Anderson Mesa | LONEOS              | —         | MPC                           |
| 291339          | 2006 BU217 | 23 jan 2006 | Catalina      | CSS                 | —         | MPC                           |
| 291340          | 2006 BR218 | 28 jan 2006 | Mount Lemmon  | Mount Lemmon Survey | —         | MPC                           |
| 291341          | 2006 BQ219 | 28 jan 2006 | Catalina      | CSS                 | —         | MPC                           |
| 291342          | 2006 BE221 | 30 jan 2006 | Kitt Peak     | Spacewatch          | —         | MPC                           |
| 291343          | 2006 BH223 | 30 jan 2006 | Kitt Peak     | Spacewatch          | —         | MPC                           |
| 291344          | 2006 BO223 | 30 jan 2006 | Kitt Peak     | Spacewatch          | Pallas    | MPC                           |
| 291345          | 2006 BW228 | 31 jan 2006 | Kitt Peak     | Spacewatch          | Mitidika  | MPC                           |
| 291346          | 2006 BH230 | 31 jan 2006 | Kitt Peak     | Spacewatch          | —         | MPC                           |
| 291347          | 2006 BP238 | 3 set 1999  | Kitt Peak     | Spacewatch          | —         | MPC                           |
| 291348          | 2006 BH242 | 31 jan 2006 | Kitt Peak     | Spacewatch          | —         | MPC                           |
| 291349          | 2006 BA248 | 31 jan 2006 | Kitt Peak     | Spacewatch          | —         | MPC                           |
| 291350          | 2006 BV248 | 31 jan 2006 | Kitt Peak     | Spacewatch          | —         | MPC                           |
| 291351          | 2006 BH249 | 31 jan 2006 | Kitt Peak     | Spacewatch          | —         | MPC                           |
| 291352          | 2006 BP249 | 31 jan 2006 | Mount Lemmon  | Mount Lemmon Survey | —         | MPC                           |
| 291353          | 2006 BZ252 | 31 jan 2006 | Kitt Peak     | Spacewatch          | —         | MPC                           |
| 291354          | 2006 BT254 | 31 jan 2006 | Kitt Peak     | Spacewatch          | —         | MPC                           |
| 291355          | 2006 BT257 | 31 jan 2006 | Kitt Peak     | Spacewatch          | —         | MPC                           |
| 291356          | 2006 BW258 | 31 jan 2006 | Kitt Peak     | Spacewatch          | Mitidika  | MPC                           |
| 291357          | 2006 BE259 | 31 jan 2006 | Kitt Peak     | Spacewatch          | —         | MPC                           |
| 291358          | 2006 BX259 | 31 jan 2006 | Mount Lemmon  | Mount Lemmon Survey | —         | MPC                           |
| 291359          | 2006 BB260 | 31 jan 2006 | Kitt Peak     | Spacewatch          | —         | MPC                           |
| 291360          | 2006 BV261 | 31 jan 2006 | Kitt Peak     | Spacewatch          | —         | MPC                           |
| 291361          | 2006 BW261 | 31 jan 2006 | Kitt Peak     | Spacewatch          | Phocaea   | MPC                           |
| 291362          | 2006 BJ262 | 31 jan 2006 | Kitt Peak     | Spacewatch          | —         | MPC                           |
| 291363          | 2006 BD263 | 31 jan 2006 | Kitt Peak     | Spacewatch          | —         | MPC                           |
| 291364          | 2006 BP263 | 31 jan 2006 | Kitt Peak     | Spacewatch          | —         | MPC                           |
| 291365          | 2006 BB264 | 31 jan 2006 | Kitt Peak     | Spacewatch          | —         | MPC                           |
| 291366          | 2006 BQ265 | 31 jan 2006 | Kitt Peak     | Spacewatch          | —         | MPC                           |
| 291367          | 2006 BR265 | 31 jan 2006 | Kitt Peak     | Spacewatch          | —         | MPC                           |
| 291368          | 2006 BG268 | 26 jan 2006 | Catalina      | CSS                 | —         | MPC                           |
| 291369          | 2006 BA274 | 30 jan 2006 | Kitt Peak     | Spacewatch          | —         | MPC                           |
| 291370          | 2006 BV274 | 23 jan 2006 | Mount Lemmon  | Mount Lemmon Survey | —         | MPC                           |
| 291371          | 2006 BJ275 | 30 jan 2006 | Catalina      | CSS                 | —         | MPC                           |
| 291372          | 2006 BA276 | 26 jan 2006 | Mount Lemmon  | Mount Lemmon Survey | —         | MPC                           |
| 291373          | 2006 BD276 | 30 jan 2006 | Kitt Peak     | Spacewatch          | —         | MPC                           |
| 291374          | 2006 BQ276 | 30 jan 2006 | Kitt Peak     | Spacewatch          | —         | MPC                           |
| 291375          | 2006 BG281 | 31 jan 2006 | Kitt Peak     | Spacewatch          | —         | MPC                           |
| 291376          | 2006 BX281 | 26 jan 2006 | Kitt Peak     | Spacewatch          | —         | MPC                           |
| 291377          | 2006 BN282 | 23 jan 2006 | Kitt Peak     | Spacewatch          | —         | MPC                           |
| 291378          | 2006 CV7   | 1 fev 2006  | Mount Lemmon  | Mount Lemmon Survey | —         | MPC                           |
| 291379          | 2006 CU12  | 1 fev 2006  | Kitt Peak     | Spacewatch          | —         | MPC                           |
| 291380          | 2006 CW12  | 1 fev 2006  | Kitt Peak     | Spacewatch          | —         | MPC                           |
| 291381          | 2006 CJ13  | 1 fev 2006  | Kitt Peak     | Spacewatch          | Ursula    | MPC                           |
| 291382          | 2006 CY20  | 1 fev 2006  | Mount Lemmon  | Mount Lemmon Survey | —         | MPC                           |
| 291383          | 2006 CO28  | 2 fev 2006  | Kitt Peak     | Spacewatch          | —         | MPC                           |
| 291384          | 2006 CF29  | 2 fev 2006  | Kitt Peak     | Spacewatch          | —         | MPC                           |
| 291385          | 2006 CZ32  | 2 fev 2006  | Kitt Peak     | Spacewatch          | —         | MPC                           |
| 291386          | 2006 CF33  | 2 fev 2006  | Catalina      | CSS                 | —         | MPC                           |
| 291387          | 2006 CN36  | 2 fev 2006  | Mount Lemmon  | Mount Lemmon Survey | —         | MPC                           |
| 291388          | 2006 CM38  | 2 fev 2006  | Kitt Peak     | Spacewatch          | —         | MPC                           |
| 291389          | 2006 CO42  | 2 fev 2006  | Kitt Peak     | Spacewatch          | —         | MPC                           |
| 291390          | 2006 CG43  | 2 fev 2006  | Kitt Peak     | Spacewatch          | —         | MPC                           |
| 291391          | 2006 CN45  | 10 jan 2006 | Mount Lemmon  | Mount Lemmon Survey | —         | MPC                           |
| 291392          | 2006 CJ46  | 3 fev 2006  | Kitt Peak     | Spacewatch          | —         | MPC                           |
| 291393          | 2006 CP46  | 3 fev 2006  | Kitt Peak     | Spacewatch          | Mitidika  | MPC                           |
| 291394          | 2006 CG47  | 3 fev 2006  | Kitt Peak     | Spacewatch          | —         | MPC                           |
| 291395          | 2006 CX47  | 3 fev 2006  | Kitt Peak     | Spacewatch          | —         | MPC                           |
| 291396          | 2006 CT49  | 3 fev 2006  | Socorro       | LINEAR              | —         | MPC                           |
| 291397          | 2006 CM56  | 4 fev 2006  | Kitt Peak     | Spacewatch          | —         | MPC                           |
| 291398          | 2006 CH57  | 4 fev 2006  | Mount Lemmon  | Mount Lemmon Survey | —         | MPC                           |
| 291399          | 2006 CD60  | 11 fev 2006 | Wrightwood    | J. W. Young         | —         | MPC                           |
| 291400          | 2006 CN60  | 2 fev 2006  | Catalina      | CSS                 | —         | MPC                           |

## 291401–291500
| Designação | Designação | Descoberta  | Descoberta    | Descobridor(es)     | Categoria | Mais informações / Referência |
| Permanente | Provisória | Data        | Local         | Descobridor(es)     | Categoria | Mais informações / Referência |
| ---------- | ---------- | ----------- | ------------- | ------------------- | --------- | ----------------------------- |
| 291401     | 2006 CB61  | 7 fev 2006  | Catalina      | CSS                 | —         | MPC                           |
| 291402     | 2006 CU61  | 3 fev 2006  | Socorro       | LINEAR              | —         | MPC                           |
| 291403     | 2006 CL65  | 6 fev 2006  | Kitt Peak     | Spacewatch          | —         | MPC                           |
| 291404     | 2006 CV65  | 2 fev 2006  | Mount Lemmon  | Mount Lemmon Survey | —         | MPC                           |
| 291405     | 2006 CH68  | 6 fev 2006  | Mount Lemmon  | Mount Lemmon Survey | —         | MPC                           |
| 291406     | 2006 DP1   | 20 fev 2006 | Kitt Peak     | Spacewatch          | —         | MPC                           |
| 291407     | 2006 DY2   | 20 fev 2006 | Kitt Peak     | Spacewatch          | —         | MPC                           |
| 291408     | 2006 DK3   | 20 fev 2006 | Catalina      | CSS                 | —         | MPC                           |
| 291409     | 2006 DP3   | 20 fev 2006 | Catalina      | CSS                 | —         | MPC                           |
| 291410     | 2006 DG4   | 20 fev 2006 | Catalina      | CSS                 | —         | MPC                           |
| 291411     | 2006 DZ5   | 20 fev 2006 | Catalina      | CSS                 | —         | MPC                           |
| 291412     | 2006 DC6   | 20 fev 2006 | Catalina      | CSS                 | —         | MPC                           |
| 291413     | 2006 DK7   | 20 fev 2006 | Mount Lemmon  | Mount Lemmon Survey | —         | MPC                           |
| 291414     | 2006 DG8   | 20 fev 2006 | Kitt Peak     | Spacewatch          | —         | MPC                           |
| 291415     | 2006 DA9   | 21 fev 2006 | Catalina      | CSS                 | —         | MPC                           |
| 291416     | 2006 DX9   | 21 fev 2006 | Catalina      | CSS                 | —         | MPC                           |
| 291417     | 2006 DV11  | 20 fev 2006 | Kitt Peak     | Spacewatch          | —         | MPC                           |
| 291418     | 2006 DD12  | 20 fev 2006 | Mount Lemmon  | Mount Lemmon Survey | —         | MPC                           |
| 291419     | 2006 DL12  | 21 fev 2006 | Anderson Mesa | LONEOS              | —         | MPC                           |
| 291420     | 2006 DN12  | 21 fev 2006 | Mount Lemmon  | Mount Lemmon Survey | —         | MPC                           |
| 291421     | 2006 DP12  | 21 fev 2006 | Mount Lemmon  | Mount Lemmon Survey | —         | MPC                           |
| 291422     | 2006 DN14  | 21 fev 2006 | Vicques       | M. Ory              | —         | MPC                           |
| 291423     | 2006 DM15  | 20 fev 2006 | Kitt Peak     | Spacewatch          | —         | MPC                           |
| 291424     | 2006 DZ22  | 20 fev 2006 | Kitt Peak     | Spacewatch          | Mitidika  | MPC                           |
| 291425     | 2006 DX23  | 20 fev 2006 | Kitt Peak     | Spacewatch          | Themis    | MPC                           |
| 291426     | 2006 DL25  | 20 fev 2006 | Kitt Peak     | Spacewatch          | —         | MPC                           |
| 291427     | 2006 DH26  | 20 fev 2006 | Catalina      | CSS                 | —         | MPC                           |
| 291428     | 2006 DC27  | 20 fev 2006 | Kitt Peak     | Spacewatch          | —         | MPC                           |
| 291429     | 2006 DD27  | 20 fev 2006 | Kitt Peak     | Spacewatch          | —         | MPC                           |
| 291430     | 2006 DO27  | 20 fev 2006 | Kitt Peak     | Spacewatch          | —         | MPC                           |
| 291431     | 2006 DT27  | 20 fev 2006 | Kitt Peak     | Spacewatch          | —         | MPC                           |
| 291432     | 2006 DV28  | 20 fev 2006 | Kitt Peak     | Spacewatch          | —         | MPC                           |
| 291433     | 2006 DY29  | 20 fev 2006 | Kitt Peak     | Spacewatch          | Brangane  | MPC                           |
| 291434     | 2006 DG30  | 20 fev 2006 | Kitt Peak     | Spacewatch          | —         | MPC                           |
| 291435     | 2006 DV31  | 20 fev 2006 | Mount Lemmon  | Mount Lemmon Survey | —         | MPC                           |
| 291436     | 2006 DX31  | 20 fev 2006 | Mount Lemmon  | Mount Lemmon Survey | —         | MPC                           |
| 291437     | 2006 DO32  | 20 fev 2006 | Mount Lemmon  | Mount Lemmon Survey | —         | MPC                           |
| 291438     | 2006 DQ32  | 20 fev 2006 | Mount Lemmon  | Mount Lemmon Survey | —         | MPC                           |
| 291439     | 2006 DP33  | 20 fev 2006 | Kitt Peak     | Spacewatch          | —         | MPC                           |
| 291440     | 2006 DQ33  | 20 fev 2006 | Kitt Peak     | Spacewatch          | —         | MPC                           |
| 291441     | 2006 DG34  | 20 fev 2006 | Kitt Peak     | Spacewatch          | —         | MPC                           |
| 291442     | 2006 DK34  | 20 fev 2006 | Kitt Peak     | Spacewatch          | —         | MPC                           |
| 291443     | 2006 DQ35  | 20 fev 2006 | Kitt Peak     | Spacewatch          | —         | MPC                           |
| 291444     | 2006 DW35  | 20 fev 2006 | Kitt Peak     | Spacewatch          | —         | MPC                           |
| 291445     | 2006 DK36  | 20 fev 2006 | Mount Lemmon  | Mount Lemmon Survey | —         | MPC                           |
| 291446     | 2006 DY37  | 20 fev 2006 | Mount Lemmon  | Mount Lemmon Survey | —         | MPC                           |
| 291447     | 2006 DH40  | 22 fev 2006 | Palomar       | NEAT                | —         | MPC                           |
| 291448     | 2006 DU40  | 22 fev 2006 | Catalina      | CSS                 | —         | MPC                           |
| 291449     | 2006 DF42  | 20 fev 2006 | Kitt Peak     | Spacewatch          | —         | MPC                           |
| 291450     | 2006 DB45  | 20 fev 2006 | Kitt Peak     | Spacewatch          | Mitidika  | MPC                           |
| 291451     | 2006 DD46  | 20 fev 2006 | Kitt Peak     | Spacewatch          | —         | MPC                           |
| 291452     | 2006 DG47  | 21 fev 2006 | Mount Lemmon  | Mount Lemmon Survey | —         | MPC                           |
| 291453     | 2006 DC48  | 21 fev 2006 | Mount Lemmon  | Mount Lemmon Survey | —         | MPC                           |
| 291454     | 2006 DE48  | 21 fev 2006 | Mount Lemmon  | Mount Lemmon Survey | —         | MPC                           |
| 291455     | 2006 DV50  | 23 fev 2006 | Kitt Peak     | Spacewatch          | —         | MPC                           |
| 291456     | 2006 DE51  | 23 fev 2006 | Kitt Peak     | Spacewatch          | —         | MPC                           |
| 291457     | 2006 DJ52  | 24 fev 2006 | Kitt Peak     | Spacewatch          | —         | MPC                           |
| 291458     | 2006 DY52  | 24 fev 2006 | Kitt Peak     | Spacewatch          | —         | MPC                           |
| 291459     | 2006 DP54  | 24 fev 2006 | Kitt Peak     | Spacewatch          | —         | MPC                           |
| 291460     | 2006 DL58  | 24 fev 2006 | Mount Lemmon  | Mount Lemmon Survey | —         | MPC                           |
| 291461     | 2006 DY59  | 24 fev 2006 | Kitt Peak     | Spacewatch          | —         | MPC                           |
| 291462     | 2006 DY60  | 24 fev 2006 | Mount Lemmon  | Mount Lemmon Survey | —         | MPC                           |
| 291463     | 2006 DA61  | 24 fev 2006 | Kitt Peak     | Spacewatch          | —         | MPC                           |
| 291464     | 2006 DH64  | 20 fev 2006 | Socorro       | LINEAR              | —         | MPC                           |
| 291465     | 2006 DF66  | 22 fev 2006 | Catalina      | CSS                 | —         | MPC                           |
| 291466     | 2006 DE69  | 20 fev 2006 | Socorro       | LINEAR              | —         | MPC                           |
| 291467     | 2006 DS73  | 23 fev 2006 | Kitt Peak     | Spacewatch          | —         | MPC                           |
| 291468     | 2006 DG75  | 24 fev 2006 | Kitt Peak     | Spacewatch          | —         | MPC                           |
| 291469     | 2006 DR81  | 24 fev 2006 | Kitt Peak     | Spacewatch          | —         | MPC                           |
| 291470     | 2006 DE83  | 24 fev 2006 | Kitt Peak     | Spacewatch          | —         | MPC                           |
| 291471     | 2006 DY83  | 24 fev 2006 | Kitt Peak     | Spacewatch          | —         | MPC                           |
| 291472     | 2006 DV85  | 24 fev 2006 | Kitt Peak     | Spacewatch          | —         | MPC                           |
| 291473     | 2006 DF86  | 24 fev 2006 | Kitt Peak     | Spacewatch          | Mitidika  | MPC                           |
| 291474     | 2006 DR87  | 24 fev 2006 | Kitt Peak     | Spacewatch          | —         | MPC                           |
| 291475     | 2006 DW88  | 24 fev 2006 | Kitt Peak     | Spacewatch          | Mitidika  | MPC                           |
| 291476     | 2006 DU89  | 24 fev 2006 | Mount Lemmon  | Mount Lemmon Survey | —         | MPC                           |
| 291477     | 2006 DC90  | 24 fev 2006 | Kitt Peak     | Spacewatch          | —         | MPC                           |
| 291478     | 2006 DP92  | 24 fev 2006 | Mount Lemmon  | Mount Lemmon Survey | —         | MPC                           |
| 291479     | 2006 DB93  | 24 fev 2006 | Kitt Peak     | Spacewatch          | —         | MPC                           |
| 291480     | 2006 DU93  | 24 fev 2006 | Kitt Peak     | Spacewatch          | —         | MPC                           |
| 291481     | 2006 DX93  | 24 fev 2006 | Kitt Peak     | Spacewatch          | —         | MPC                           |
| 291482     | 2006 DJ96  | 24 fev 2006 | Kitt Peak     | Spacewatch          | —         | MPC                           |
| 291483     | 2006 DJ99  | 25 fev 2006 | Kitt Peak     | Spacewatch          | —         | MPC                           |
| 291484     | 2006 DK102 | 25 fev 2006 | Mount Lemmon  | Mount Lemmon Survey | —         | MPC                           |
| 291485     | 2006 DU103 | 25 fev 2006 | Mount Lemmon  | Mount Lemmon Survey | —         | MPC                           |
| 291486     | 2006 DP107 | 25 fev 2006 | Kitt Peak     | Spacewatch          | —         | MPC                           |
| 291487     | 2006 DF109 | 25 fev 2006 | Kitt Peak     | Spacewatch          | —         | MPC                           |
| 291488     | 2006 DJ109 | 25 fev 2006 | Kitt Peak     | Spacewatch          | —         | MPC                           |
| 291489     | 2006 DQ109 | 25 fev 2006 | Kitt Peak     | Spacewatch          | —         | MPC                           |
| 291490     | 2006 DS117 | 27 fev 2006 | Kitt Peak     | Spacewatch          | —         | MPC                           |
| 291491     | 2006 DA118 | 27 fev 2006 | Kitt Peak     | Spacewatch          | —         | MPC                           |
| 291492     | 2006 DU119 | 20 fev 2006 | Socorro       | LINEAR              | —         | MPC                           |
| 291493     | 2006 DH120 | 21 fev 2006 | Anderson Mesa | LONEOS              | —         | MPC                           |
| 291494     | 2006 DQ120 | 21 fev 2006 | Catalina      | CSS                 | —         | MPC                           |
| 291495     | 2006 DA131 | 25 fev 2006 | Kitt Peak     | Spacewatch          | —         | MPC                           |
| 291496     | 2006 DA139 | 25 fev 2006 | Kitt Peak     | Spacewatch          | —         | MPC                           |
| 291497     | 2006 DH140 | 25 fev 2006 | Kitt Peak     | Spacewatch          | Brangane  | MPC                           |
| 291498     | 2006 DT142 | 25 fev 2006 | Kitt Peak     | Spacewatch          | Ursula    | MPC                           |
| 291499     | 2006 DU143 | 25 fev 2006 | Mount Lemmon  | Mount Lemmon Survey | —         | MPC                           |
| 291500     | 2006 DR147 | 25 fev 2006 | Kitt Peak     | Spacewatch          | —         | MPC                           |

## 291501–291600
| Designação | Designação | Descoberta  | Descoberta    | Descobridor(es)     | Categoria | Mais informações / Referência |
| Permanente | Provisória | Data        | Local         | Descobridor(es)     | Categoria | Mais informações / Referência |
| ---------- | ---------- | ----------- | ------------- | ------------------- | --------- | ----------------------------- |
| 291501     | 2006 DL154 | 25 fev 2006 | Kitt Peak     | Spacewatch          | —         | MPC                           |
| 291502     | 2006 DC155 | 25 fev 2006 | Kitt Peak     | Spacewatch          | —         | MPC                           |
| 291503     | 2006 DX155 | 26 fev 2006 | Kitt Peak     | Spacewatch          | —         | MPC                           |
| 291504     | 2006 DN156 | 27 fev 2006 | Kitt Peak     | Spacewatch          | Mitidika  | MPC                           |
| 291505     | 2006 DE174 | 27 fev 2006 | Kitt Peak     | Spacewatch          | —         | MPC                           |
| 291506     | 2006 DM174 | 27 fev 2006 | Kitt Peak     | Spacewatch          | Mitidika  | MPC                           |
| 291507     | 2006 DE178 | 27 fev 2006 | Mount Lemmon  | Mount Lemmon Survey | —         | MPC                           |
| 291508     | 2006 DK186 | 27 fev 2006 | Kitt Peak     | Spacewatch          | Charis    | MPC                           |
| 291509     | 2006 DM191 | 27 fev 2006 | Kitt Peak     | Spacewatch          | —         | MPC                           |
| 291510     | 2006 DJ192 | 27 fev 2006 | Kitt Peak     | Spacewatch          | —         | MPC                           |
| 291511     | 2006 DS195 | 20 fev 2006 | Catalina      | CSS                 | —         | MPC                           |
| 291512     | 2006 DL198 | 27 fev 2006 | Mount Lemmon  | Mount Lemmon Survey | —         | MPC                           |
| 291513     | 2006 DY200 | 25 fev 2006 | Anderson Mesa | LONEOS              | —         | MPC                           |
| 291514     | 2006 DA208 | 25 fev 2006 | Kitt Peak     | Spacewatch          | —         | MPC                           |
| 291515     | 2006 DO209 | 28 fev 2006 | Mount Lemmon  | Mount Lemmon Survey | —         | MPC                           |
| 291516     | 2006 DT209 | 28 fev 2006 | Mount Lemmon  | Mount Lemmon Survey | —         | MPC                           |
| 291517     | 2006 DS211 | 24 fev 2006 | Kitt Peak     | Spacewatch          | —         | MPC                           |
| 291518     | 2006 DW213 | 24 fev 2006 | Palomar       | NEAT                | —         | MPC                           |
| 291519     | 2006 DF214 | 24 fev 2006 | Mount Lemmon  | Mount Lemmon Survey | —         | MPC                           |
| 291520     | 2006 EZ    | 4 mar 2006  | Catalina      | CSS                 | Juno      | MPC                           |
| 291521     | 2006 EM2   | 3 mar 2006  | Nyukasa       | Mount Nyukasa Stn.  | —         | MPC                           |
| 291522     | 2006 EB7   | 2 mar 2006  | Kitt Peak     | Spacewatch          | —         | MPC                           |
| 291523     | 2006 EW8   | 2 mar 2006  | Kitt Peak     | Spacewatch          | —         | MPC                           |
| 291524     | 2006 EY8   | 2 mar 2006  | Kitt Peak     | Spacewatch          | —         | MPC                           |
| 291525     | 2006 EA10  | 2 mar 2006  | Kitt Peak     | Spacewatch          | —         | MPC                           |
| 291526     | 2006 EL10  | 2 mar 2006  | Kitt Peak     | Spacewatch          | —         | MPC                           |
| 291527     | 2006 EW13  | 20 fev 2006 | Kitt Peak     | Spacewatch          | Phocaea   | MPC                           |
| 291528     | 2006 EX13  | 2 mar 2006  | Kitt Peak     | Spacewatch          | —         | MPC                           |
| 291529     | 2006 ET15  | 2 mar 2006  | Kitt Peak     | Spacewatch          | —         | MPC                           |
| 291530     | 2006 EY15  | 2 mar 2006  | Kitt Peak     | Spacewatch          | —         | MPC                           |
| 291531     | 2006 EV20  | 3 mar 2006  | Kitt Peak     | Spacewatch          | —         | MPC                           |
| 291532     | 2006 EA22  | 3 mar 2006  | Kitt Peak     | Spacewatch          | —         | MPC                           |
| 291533     | 2006 EL26  | 3 mar 2006  | Mount Lemmon  | Mount Lemmon Survey | —         | MPC                           |
| 291534     | 2006 EE31  | 3 mar 2006  | Kitt Peak     | Spacewatch          | —         | MPC                           |
| 291535     | 2006 EJ36  | 3 mar 2006  | Mount Lemmon  | Mount Lemmon Survey | —         | MPC                           |
| 291536     | 2006 EJ40  | 4 mar 2006  | Kitt Peak     | Spacewatch          | —         | MPC                           |
| 291537     | 2006 EK40  | 4 mar 2006  | Kitt Peak     | Spacewatch          | —         | MPC                           |
| 291538     | 2006 ER40  | 4 mar 2006  | Kitt Peak     | Spacewatch          | —         | MPC                           |
| 291539     | 2006 EZ41  | 4 mar 2006  | Catalina      | CSS                 | —         | MPC                           |
| 291540     | 2006 EY42  | 4 mar 2006  | Kitt Peak     | Spacewatch          | —         | MPC                           |
| 291541     | 2006 EC44  | 5 mar 2006  | Mount Lemmon  | Mount Lemmon Survey | Mitidika  | MPC                           |
| 291542     | 2006 EK47  | 4 mar 2006  | Kitt Peak     | Spacewatch          | —         | MPC                           |
| 291543     | 2006 EW49  | 4 mar 2006  | Kitt Peak     | Spacewatch          | —         | MPC                           |
| 291544     | 2006 EX51  | 4 mar 2006  | Kitt Peak     | Spacewatch          | —         | MPC                           |
| 291545     | 2006 EA52  | 4 mar 2006  | Kitt Peak     | Spacewatch          | —         | MPC                           |
| 291546     | 2006 EO54  | 5 mar 2006  | Kitt Peak     | Spacewatch          | —         | MPC                           |
| 291547     | 2006 EP54  | 5 mar 2006  | Kitt Peak     | Spacewatch          | —         | MPC                           |
| 291548     | 2006 EG55  | 5 mar 2006  | Kitt Peak     | Spacewatch          | —         | MPC                           |
| 291549     | 2006 EG63  | 5 mar 2006  | Kitt Peak     | Spacewatch          | —         | MPC                           |
| 291550     | 2006 EA64  | 5 mar 2006  | Kitt Peak     | Spacewatch          | —         | MPC                           |
| 291551     | 2006 EA72  | 5 mar 2006  | Kitt Peak     | Spacewatch          | —         | MPC                           |
| 291552     | 2006 EK72  | 5 mar 2006  | Kitt Peak     | Spacewatch          | —         | MPC                           |
| 291553     | 2006 EW72  | 2 mar 2006  | Mount Lemmon  | Mount Lemmon Survey | —         | MPC                           |
| 291554     | 2006 EC73  | 4 mar 2006  | Kitt Peak     | Spacewatch          | —         | MPC                           |
| 291555     | 2006 EE73  | 4 mar 2006  | Mount Lemmon  | Mount Lemmon Survey | —         | MPC                           |
| 291556     | 2006 FT1   | 22 mar 2006 | Catalina      | CSS                 | —         | MPC                           |
| 291557     | 2006 FC2   | 23 mar 2006 | Mount Lemmon  | Mount Lemmon Survey | —         | MPC                           |
| 291558     | 2006 FM3   | 23 mar 2006 | Kitt Peak     | Spacewatch          | —         | MPC                           |
| 291559     | 2006 FH5   | 23 mar 2006 | Kitt Peak     | Spacewatch          | —         | MPC                           |
| 291560     | 2006 FB9   | 23 mar 2006 | Kitt Peak     | Spacewatch          | —         | MPC                           |
| 291561     | 2006 FQ10  | 21 mar 2006 | Mount Lemmon  | Mount Lemmon Survey | —         | MPC                           |
| 291562     | 2006 FV18  | 23 mar 2006 | Mount Lemmon  | Mount Lemmon Survey | —         | MPC                           |
| 291563     | 2006 FH26  | 24 mar 2006 | Mount Lemmon  | Mount Lemmon Survey | —         | MPC                           |
| 291564     | 2006 FJ28  | 24 mar 2006 | Mount Lemmon  | Mount Lemmon Survey | —         | MPC                           |
| 291565     | 2006 FF29  | 24 mar 2006 | Mount Lemmon  | Mount Lemmon Survey | —         | MPC                           |
| 291566     | 2006 FS29  | 24 mar 2006 | Mount Lemmon  | Mount Lemmon Survey | —         | MPC                           |
| 291567     | 2006 FR31  | 25 mar 2006 | Kitt Peak     | Spacewatch          | —         | MPC                           |
| 291568     | 2006 FS31  | 25 mar 2006 | Kitt Peak     | Spacewatch          | —         | MPC                           |
| 291569     | 2006 FW31  | 25 mar 2006 | Kitt Peak     | Spacewatch          | —         | MPC                           |
| 291570     | 2006 FJ32  | 25 mar 2006 | Mount Lemmon  | Mount Lemmon Survey | —         | MPC                           |
| 291571     | 2006 FO32  | 25 mar 2006 | Kitt Peak     | Spacewatch          | —         | MPC                           |
| 291572     | 2006 FC34  | 24 mar 2006 | Socorro       | LINEAR              | —         | MPC                           |
| 291573     | 2006 FL35  | 24 mar 2006 | Kitt Peak     | Spacewatch          | —         | MPC                           |
| 291574     | 2006 FY36  | 23 mar 2006 | Catalina      | CSS                 | —         | MPC                           |
| 291575     | 2006 FK39  | 24 mar 2006 | Kitt Peak     | Spacewatch          | —         | MPC                           |
| 291576     | 2006 FW41  | 26 mar 2006 | Mount Lemmon  | Mount Lemmon Survey | —         | MPC                           |
| 291577     | 2006 FF42  | 26 mar 2006 | Mount Lemmon  | Mount Lemmon Survey | —         | MPC                           |
| 291578     | 2006 FP42  | 26 mar 2006 | Mount Lemmon  | Mount Lemmon Survey | —         | MPC                           |
| 291579     | 2006 FG47  | 23 mar 2006 | Catalina      | CSS                 | Phocaea   | MPC                           |
| 291580     | 2006 FZ49  | 29 mar 2006 | Črni Vrh      | Črni Vrh            | —         | MPC                           |
| 291581     | 2006 FZ52  | 26 mar 2006 | Mount Lemmon  | Mount Lemmon Survey | —         | MPC                           |
| 291582     | 2006 FL53  | 26 mar 2006 | Kitt Peak     | Spacewatch          | —         | MPC                           |
| 291583     | 2006 GN1   | 2 abr 2006  | Mount Lemmon  | Mount Lemmon Survey | —         | MPC                           |
| 291584     | 2006 GG4   | 2 abr 2006  | Kitt Peak     | Spacewatch          | —         | MPC                           |
| 291585     | 2006 GD6   | 2 abr 2006  | Kitt Peak     | Spacewatch          | —         | MPC                           |
| 291586     | 2006 GF8   | 2 abr 2006  | Kitt Peak     | Spacewatch          | —         | MPC                           |
| 291587     | 2006 GZ9   | 2 abr 2006  | Kitt Peak     | Spacewatch          | —         | MPC                           |
| 291588     | 2006 GD12  | 2 abr 2006  | Kitt Peak     | Spacewatch          | —         | MPC                           |
| 291589     | 2006 GQ13  | 2 abr 2006  | Kitt Peak     | Spacewatch          | —         | MPC                           |
| 291590     | 2006 GH14  | 2 abr 2006  | Kitt Peak     | Spacewatch          | —         | MPC                           |
| 291591     | 2006 GQ16  | 2 abr 2006  | Kitt Peak     | Spacewatch          | —         | MPC                           |
| 291592     | 2006 GD19  | 2 abr 2006  | Kitt Peak     | Spacewatch          | —         | MPC                           |
| 291593     | 2006 GY19  | 2 abr 2006  | Kitt Peak     | Spacewatch          | —         | MPC                           |
| 291594     | 2006 GD20  | 2 abr 2006  | Kitt Peak     | Spacewatch          | —         | MPC                           |
| 291595     | 2006 GY20  | 2 abr 2006  | Kitt Peak     | Spacewatch          | Brangane  | MPC                           |
| 291596     | 2006 GJ22  | 2 abr 2006  | Kitt Peak     | Spacewatch          | —         | MPC                           |
| 291597     | 2006 GD23  | 2 abr 2006  | Kitt Peak     | Spacewatch          | Mitidika  | MPC                           |
| 291598     | 2006 GS29  | 2 abr 2006  | Kitt Peak     | Spacewatch          | —         | MPC                           |
| 291599     | 2006 GA30  | 2 abr 2006  | Mount Lemmon  | Mount Lemmon Survey | Meliboea  | MPC                           |
| 291600     | 2006 GH30  | 2 abr 2006  | Mount Lemmon  | Mount Lemmon Survey | —         | MPC                           |

## 291601–291700
| Designação   | Designação | Descoberta  | Descoberta        | Descobridor(es)     | Categoria | Mais informações / Referência |
| Permanente   | Provisória | Data        | Local             | Descobridor(es)     | Categoria | Mais informações / Referência |
| ------------ | ---------- | ----------- | ----------------- | ------------------- | --------- | ----------------------------- |
| 291601       | 2006 GD31  | 2 abr 2006  | Kitt Peak         | Spacewatch          | —         | MPC                           |
| 291602       | 2006 GG31  | 2 abr 2006  | Kitt Peak         | Spacewatch          | —         | MPC                           |
| 291603       | 2006 GE34  | 7 abr 2006  | Kitt Peak         | Spacewatch          | —         | MPC                           |
| 291604       | 2006 GQ35  | 7 abr 2006  | Catalina          | CSS                 | —         | MPC                           |
| 291605       | 2006 GV35  | 7 abr 2006  | Catalina          | CSS                 | Phocaea   | MPC                           |
| 291606       | 2006 GF36  | 7 abr 2006  | Anderson Mesa     | LONEOS              | —         | MPC                           |
| 291607       | 2006 GM38  | 2 abr 2006  | Anderson Mesa     | LONEOS              | —         | MPC                           |
| 291608       | 2006 GG39  | 9 abr 2006  | Kitt Peak         | Spacewatch          | —         | MPC                           |
| 291609       | 2006 GL42  | 13 abr 2006 | Palomar           | NEAT                | —         | MPC                           |
| 291610       | 2006 GQ43  | 2 abr 2006  | Mount Lemmon      | Mount Lemmon Survey | —         | MPC                           |
| 291611       | 2006 GN46  | 8 abr 2006  | Kitt Peak         | Spacewatch          | —         | MPC                           |
| 291612       | 2006 GW46  | 9 abr 2006  | Kitt Peak         | Spacewatch          | Mitidika  | MPC                           |
| 291613       | 2006 GX46  | 9 abr 2006  | Kitt Peak         | Spacewatch          | —         | MPC                           |
| 291614       | 2006 GE48  | 9 abr 2006  | Kitt Peak         | Spacewatch          | —         | MPC                           |
| 291615       | 2006 GD54  | 2 abr 2006  | Kitt Peak         | Spacewatch          | —         | MPC                           |
| 291616       | 2006 HC1   | 18 abr 2006 | Anderson Mesa     | LONEOS              | —         | MPC                           |
| 291617       | 2006 HF1   | 18 abr 2006 | Anderson Mesa     | LONEOS              | —         | MPC                           |
| 291618       | 2006 HV1   | 18 abr 2006 | Palomar           | NEAT                | —         | MPC                           |
| 291619       | 2006 HP2   | 18 abr 2006 | Kitt Peak         | Spacewatch          | —         | MPC                           |
| 291620       | 2006 HN4   | 19 abr 2006 | Anderson Mesa     | LONEOS              | —         | MPC                           |
| 291621       | 2006 HP5   | 19 abr 2006 | Palomar           | NEAT                | —         | MPC                           |
| 291622       | 2006 HW6   | 18 abr 2006 | Catalina          | CSS                 | —         | MPC                           |
| 291623       | 2006 HM7   | 19 abr 2006 | Palomar           | NEAT                | —         | MPC                           |
| 291624       | 2006 HM9   | 19 abr 2006 | Anderson Mesa     | LONEOS              | —         | MPC                           |
| 291625       | 2006 HV10  | 19 abr 2006 | Kitt Peak         | Spacewatch          | —         | MPC                           |
| 291626       | 2006 HO11  | 19 abr 2006 | Kitt Peak         | Spacewatch          | —         | MPC                           |
| 291627       | 2006 HF12  | 19 abr 2006 | Kitt Peak         | Spacewatch          | —         | MPC                           |
| 291628       | 2006 HL12  | 19 abr 2006 | Kitt Peak         | Spacewatch          | —         | MPC                           |
| 291629       | 2006 HM13  | 19 abr 2006 | Palomar           | NEAT                | —         | MPC                           |
| 291630       | 2006 HS14  | 19 abr 2006 | Mount Lemmon      | Mount Lemmon Survey | Koronis   | MPC                           |
| 291631       | 2006 HG15  | 19 abr 2006 | Palomar           | NEAT                | —         | MPC                           |
| 291632       | 2006 HG16  | 20 abr 2006 | Kitt Peak         | Spacewatch          | —         | MPC                           |
| 291633 Heyun | 2006 HY20  | 19 abr 2006 | Lulin Observatory | Q.-z. Ye, H.-C. Lin | —         | MPC                           |
| 291634       | 2006 HU21  | 20 abr 2006 | Kitt Peak         | Spacewatch          | —         | MPC                           |
| 291635       | 2006 HY21  | 20 abr 2006 | Kitt Peak         | Spacewatch          | —         | MPC                           |
| 291636       | 2006 HM23  | 20 abr 2006 | Kitt Peak         | Spacewatch          | —         | MPC                           |
| 291637       | 2006 HU25  | 20 abr 2006 | Kitt Peak         | Spacewatch          | —         | MPC                           |
| 291638       | 2006 HR26  | 20 abr 2006 | Kitt Peak         | Spacewatch          | —         | MPC                           |
| 291639       | 2006 HU27  | 20 abr 2006 | Kitt Peak         | Spacewatch          | —         | MPC                           |
| 291640       | 2006 HY28  | 21 abr 2006 | Kitt Peak         | Spacewatch          | —         | MPC                           |
| 291641       | 2006 HL31  | 18 abr 2006 | Palomar           | NEAT                | —         | MPC                           |
| 291642       | 2006 HD37  | 21 abr 2006 | Kitt Peak         | Spacewatch          | —         | MPC                           |
| 291643       | 2006 HT38  | 21 abr 2006 | Kitt Peak         | Spacewatch          | —         | MPC                           |
| 291644       | 2006 HH39  | 21 abr 2006 | Kitt Peak         | Spacewatch          | —         | MPC                           |
| 291645       | 2006 HR41  | 21 abr 2006 | Kitt Peak         | Spacewatch          | —         | MPC                           |
| 291646       | 2006 HY43  | 24 abr 2006 | Kitt Peak         | Spacewatch          | —         | MPC                           |
| 291647       | 2006 HA46  | 25 abr 2006 | Kitt Peak         | Spacewatch          | —         | MPC                           |
| 291648       | 2006 HM47  | 24 abr 2006 | Kitt Peak         | Spacewatch          | —         | MPC                           |
| 291649       | 2006 HB49  | 25 abr 2006 | Kitt Peak         | Spacewatch          | —         | MPC                           |
| 291650       | 2006 HY49  | 26 abr 2006 | Kitt Peak         | Spacewatch          | —         | MPC                           |
| 291651       | 2006 HR50  | 26 abr 2006 | Mount Lemmon      | Mount Lemmon Survey | —         | MPC                           |
| 291652       | 2006 HE51  | 24 abr 2006 | Reedy Creek       | J. Broughton        | —         | MPC                           |
| 291653       | 2006 HK52  | 18 abr 2006 | Anderson Mesa     | LONEOS              | —         | MPC                           |
| 291654       | 2006 HF53  | 19 abr 2006 | Palomar           | NEAT                | Juno      | MPC                           |
| 291655       | 2006 HQ54  | 21 abr 2006 | Catalina          | CSS                 | —         | MPC                           |
| 291656       | 2006 HK55  | 23 abr 2006 | Anderson Mesa     | LONEOS              | —         | MPC                           |
| 291657       | 2006 HF56  | 26 abr 2006 | Kitt Peak         | Spacewatch          | —         | MPC                           |
| 291658       | 2006 HR61  | 24 abr 2006 | Kitt Peak         | Spacewatch          | —         | MPC                           |
| 291659       | 2006 HX62  | 24 abr 2006 | Kitt Peak         | Spacewatch          | —         | MPC                           |
| 291660       | 2006 HL65  | 24 abr 2006 | Kitt Peak         | Spacewatch          | —         | MPC                           |
| 291661       | 2006 HZ66  | 24 abr 2006 | Kitt Peak         | Spacewatch          | Mitidika  | MPC                           |
| 291662       | 2006 HF67  | 24 abr 2006 | Kitt Peak         | Spacewatch          | —         | MPC                           |
| 291663       | 2006 HL67  | 24 abr 2006 | Kitt Peak         | Spacewatch          | —         | MPC                           |
| 291664       | 2006 HE69  | 24 abr 2006 | Mount Lemmon      | Mount Lemmon Survey | —         | MPC                           |
| 291665       | 2006 HN69  | 24 abr 2006 | Mount Lemmon      | Mount Lemmon Survey | —         | MPC                           |
| 291666       | 2006 HS69  | 24 abr 2006 | Anderson Mesa     | LONEOS              | —         | MPC                           |
| 291667       | 2006 HU69  | 24 abr 2006 | Kitt Peak         | Spacewatch          | —         | MPC                           |
| 291668       | 2006 HV73  | 25 abr 2006 | Kitt Peak         | Spacewatch          | —         | MPC                           |
| 291669       | 2006 HV74  | 25 abr 2006 | Kitt Peak         | Spacewatch          | —         | MPC                           |
| 291670       | 2006 HV75  | 25 abr 2006 | Kitt Peak         | Spacewatch          | —         | MPC                           |
| 291671       | 2006 HB79  | 26 abr 2006 | Kitt Peak         | Spacewatch          | —         | MPC                           |
| 291672       | 2006 HJ79  | 26 abr 2006 | Kitt Peak         | Spacewatch          | —         | MPC                           |
| 291673       | 2006 HU79  | 26 abr 2006 | Kitt Peak         | Spacewatch          | —         | MPC                           |
| 291674       | 2006 HG80  | 26 abr 2006 | Kitt Peak         | Spacewatch          | —         | MPC                           |
| 291675       | 2006 HX82  | 26 abr 2006 | Kitt Peak         | Spacewatch          | —         | MPC                           |
| 291676       | 2006 HF83  | 26 abr 2006 | Kitt Peak         | Spacewatch          | —         | MPC                           |
| 291677       | 2006 HM84  | 26 abr 2006 | Kitt Peak         | Spacewatch          | —         | MPC                           |
| 291678       | 2006 HW84  | 26 abr 2006 | Kitt Peak         | Spacewatch          | —         | MPC                           |
| 291679       | 2006 HF89  | 19 abr 2006 | Catalina          | CSS                 | —         | MPC                           |
| 291680       | 2006 HK91  | 29 abr 2006 | Kitt Peak         | Spacewatch          | —         | MPC                           |
| 291681       | 2006 HT92  | 29 abr 2006 | Kitt Peak         | Spacewatch          | —         | MPC                           |
| 291682       | 2006 HW95  | 30 abr 2006 | Kitt Peak         | Spacewatch          | Themis    | MPC                           |
| 291683       | 2006 HM96  | 30 abr 2006 | Kitt Peak         | Spacewatch          | —         | MPC                           |
| 291684       | 2006 HK97  | 30 abr 2006 | Kitt Peak         | Spacewatch          | —         | MPC                           |
| 291685       | 2006 HD98  | 30 abr 2006 | Kitt Peak         | Spacewatch          | —         | MPC                           |
| 291686       | 2006 HM99  | 30 abr 2006 | Kitt Peak         | Spacewatch          | —         | MPC                           |
| 291687       | 2006 HT99  | 30 abr 2006 | Kitt Peak         | Spacewatch          | —         | MPC                           |
| 291688       | 2006 HC100 | 30 abr 2006 | Kitt Peak         | Spacewatch          | —         | MPC                           |
| 291689       | 2006 HA103 | 30 abr 2006 | Kitt Peak         | Spacewatch          | —         | MPC                           |
| 291690       | 2006 HK104 | 30 abr 2006 | Kitt Peak         | Spacewatch          | Eos       | MPC                           |
| 291691       | 2006 HT105 | 28 abr 2006 | Socorro           | LINEAR              | —         | MPC                           |
| 291692       | 2006 HZ107 | 30 abr 2006 | Kitt Peak         | Spacewatch          | —         | MPC                           |
| 291693       | 2006 HB108 | 30 abr 2006 | Kitt Peak         | Spacewatch          | —         | MPC                           |
| 291694       | 2006 HF110 | 24 abr 2006 | Siding Spring     | SSS                 | —         | MPC                           |
| 291695       | 2006 HL111 | 26 abr 2006 | Siding Spring     | SSS                 | —         | MPC                           |
| 291696       | 2006 HK116 | 26 abr 2006 | Kitt Peak         | Spacewatch          | —         | MPC                           |
| 291697       | 2006 HP116 | 26 abr 2006 | Kitt Peak         | Spacewatch          | Themis    | MPC                           |
| 291698       | 2006 HR116 | 26 abr 2006 | Kitt Peak         | Spacewatch          | Mitidika  | MPC                           |
| 291699       | 2006 HP117 | 29 abr 2006 | Kitt Peak         | Spacewatch          | —         | MPC                           |
| 291700       | 2006 HV152 | 26 abr 2006 | Kitt Peak         | Spacewatch          | —         | MPC                           |

## 291701–291800
| Designação | Designação | Descoberta  | Descoberta    | Descobridor(es)     | Categoria | Mais informações / Referência |
| Permanente | Provisória | Data        | Local         | Descobridor(es)     | Categoria | Mais informações / Referência |
| ---------- | ---------- | ----------- | ------------- | ------------------- | --------- | ----------------------------- |
| 291701     | 2006 HA154 | 19 abr 2006 | Mount Lemmon  | Mount Lemmon Survey | —         | MPC                           |
| 291702     | 2006 JM2   | 1 mai 2006  | Kitt Peak     | Spacewatch          | —         | MPC                           |
| 291703     | 2006 JQ4   | 2 mai 2006  | Mount Lemmon  | Mount Lemmon Survey | —         | MPC                           |
| 291704     | 2006 JG6   | 2 mai 2006  | Nyukasa       | Mount Nyukasa Stn.  | —         | MPC                           |
| 291705     | 2006 JE7   | 1 mai 2006  | Kitt Peak     | Spacewatch          | —         | MPC                           |
| 291706     | 2006 JK7   | 1 mai 2006  | Kitt Peak     | Spacewatch          | —         | MPC                           |
| 291707     | 2006 JN11  | 1 mai 2006  | Socorro       | LINEAR              | —         | MPC                           |
| 291708     | 2006 JT11  | 1 mai 2006  | Kitt Peak     | Spacewatch          | —         | MPC                           |
| 291709     | 2006 JF13  | 1 mai 2006  | Kitt Peak     | Spacewatch          | Eos       | MPC                           |
| 291710     | 2006 JH15  | 2 mai 2006  | Mount Lemmon  | Mount Lemmon Survey | —         | MPC                           |
| 291711     | 2006 JY16  | 2 mai 2006  | Kitt Peak     | Spacewatch          | —         | MPC                           |
| 291712     | 2006 JZ17  | 2 mai 2006  | Mount Lemmon  | Mount Lemmon Survey | —         | MPC                           |
| 291713     | 2006 JZ18  | 2 mai 2006  | Mount Lemmon  | Mount Lemmon Survey | —         | MPC                           |
| 291714     | 2006 JL20  | 2 mai 2006  | Kitt Peak     | Spacewatch          | —         | MPC                           |
| 291715     | 2006 JL23  | 3 mai 2006  | Mount Lemmon  | Mount Lemmon Survey | —         | MPC                           |
| 291716     | 2006 JQ23  | 3 mai 2006  | Mount Lemmon  | Mount Lemmon Survey | —         | MPC                           |
| 291717     | 2006 JR23  | 3 mai 2006  | Mount Lemmon  | Mount Lemmon Survey | —         | MPC                           |
| 291718     | 2006 JN26  | 4 mai 2006  | Reedy Creek   | J. Broughton        | —         | MPC                           |
| 291719     | 2006 JK27  | 1 mai 2006  | Kitt Peak     | Spacewatch          | —         | MPC                           |
| 291720     | 2006 JT28  | 3 mai 2006  | Kitt Peak     | Spacewatch          | —         | MPC                           |
| 291721     | 2006 JJ29  | 3 mai 2006  | Kitt Peak     | Spacewatch          | —         | MPC                           |
| 291722     | 2006 JP29  | 3 mai 2006  | Kitt Peak     | Spacewatch          | —         | MPC                           |
| 291723     | 2006 JM32  | 3 mai 2006  | Kitt Peak     | Spacewatch          | —         | MPC                           |
| 291724     | 2006 JZ33  | 4 mai 2006  | Kitt Peak     | Spacewatch          | —         | MPC                           |
| 291725     | 2006 JQ34  | 4 mai 2006  | Kitt Peak     | Spacewatch          | —         | MPC                           |
| 291726     | 2006 JX34  | 4 mai 2006  | Kitt Peak     | Spacewatch          | —         | MPC                           |
| 291727     | 2006 JX37  | 5 mai 2006  | Anderson Mesa | LONEOS              | —         | MPC                           |
| 291728     | 2006 JD38  | 6 mai 2006  | Kitt Peak     | Spacewatch          | —         | MPC                           |
| 291729     | 2006 JP40  | 7 mai 2006  | Kitt Peak     | Spacewatch          | —         | MPC                           |
| 291730     | 2006 JU40  | 7 mai 2006  | Kitt Peak     | Spacewatch          | —         | MPC                           |
| 291731     | 2006 JP41  | 7 mai 2006  | Kitt Peak     | Spacewatch          | —         | MPC                           |
| 291732     | 2006 JV42  | 2 mai 2006  | Mount Lemmon  | Mount Lemmon Survey | Mitidika  | MPC                           |
| 291733     | 2006 JY44  | 7 mai 2006  | Mount Lemmon  | Mount Lemmon Survey | —         | MPC                           |
| 291734     | 2006 JQ47  | 1 mai 2006  | Socorro       | LINEAR              | —         | MPC                           |
| 291735     | 2006 JZ47  | 5 mai 2006  | Kitt Peak     | Spacewatch          | —         | MPC                           |
| 291736     | 2006 JR49  | 1 mai 2006  | Socorro       | LINEAR              | —         | MPC                           |
| 291737     | 2006 JT49  | 1 mai 2006  | Socorro       | LINEAR              | —         | MPC                           |
| 291738     | 2006 JF50  | 2 mai 2006  | Mount Lemmon  | Mount Lemmon Survey | —         | MPC                           |
| 291739     | 2006 JC51  | 2 mai 2006  | Mount Lemmon  | Mount Lemmon Survey | —         | MPC                           |
| 291740     | 2006 JZ52  | 6 mai 2006  | Kitt Peak     | Spacewatch          | —         | MPC                           |
| 291741     | 2006 JC55  | 9 mai 2006  | Mount Lemmon  | Mount Lemmon Survey | —         | MPC                           |
| 291742     | 2006 JN56  | 5 mai 2006  | Anderson Mesa | LONEOS              | —         | MPC                           |
| 291743     | 2006 JM64  | 1 mai 2006  | Kitt Peak     | M. W. Buie          | —         | MPC                           |
| 291744     | 2006 JU81  | 2 mai 2006  | Mount Lemmon  | Mount Lemmon Survey | —         | MPC                           |
| 291745     | 2006 KH1   | 18 mai 2006 | Palomar       | NEAT                | —         | MPC                           |
| 291746     | 2006 KZ1   | 16 mai 2006 | Palomar       | NEAT                | —         | MPC                           |
| 291747     | 2006 KZ2   | 18 mai 2006 | Palomar       | NEAT                | —         | MPC                           |
| 291748     | 2006 KD3   | 19 mai 2006 | Mount Lemmon  | Mount Lemmon Survey | —         | MPC                           |
| 291749     | 2006 KM3   | 19 mai 2006 | Mount Lemmon  | Mount Lemmon Survey | —         | MPC                           |
| 291750     | 2006 KC4   | 19 mai 2006 | Anderson Mesa | LONEOS              | —         | MPC                           |
| 291751     | 2006 KF5   | 19 mai 2006 | Mount Lemmon  | Mount Lemmon Survey | —         | MPC                           |
| 291752     | 2006 KV5   | 19 mai 2006 | Mount Lemmon  | Mount Lemmon Survey | —         | MPC                           |
| 291753     | 2006 KZ5   | 19 mai 2006 | Mount Lemmon  | Mount Lemmon Survey | Juno      | MPC                           |
| 291754     | 2006 KG6   | 19 mai 2006 | Mount Lemmon  | Mount Lemmon Survey | —         | MPC                           |
| 291755     | 2006 KF8   | 19 mai 2006 | Mount Lemmon  | Mount Lemmon Survey | —         | MPC                           |
| 291756     | 2006 KZ9   | 19 mai 2006 | Catalina      | CSS                 | —         | MPC                           |
| 291757     | 2006 KM10  | 19 mai 2006 | Mount Lemmon  | Mount Lemmon Survey | —         | MPC                           |
| 291758     | 2006 KJ13  | 20 mai 2006 | Kitt Peak     | Spacewatch          | —         | MPC                           |
| 291759     | 2006 KC15  | 20 mai 2006 | Catalina      | CSS                 | —         | MPC                           |
| 291760     | 2006 KA16  | 20 mai 2006 | Palomar       | NEAT                | Koronis   | MPC                           |
| 291761     | 2006 KE16  | 20 mai 2006 | Palomar       | NEAT                | —         | MPC                           |
| 291762     | 2006 KM16  | 21 mai 2006 | Mount Lemmon  | Mount Lemmon Survey | —         | MPC                           |
| 291763     | 2006 KC18  | 21 mai 2006 | Kitt Peak     | Spacewatch          | —         | MPC                           |
| 291764     | 2006 KC19  | 21 mai 2006 | Kitt Peak     | Spacewatch          | —         | MPC                           |
| 291765     | 2006 KE19  | 21 mai 2006 | Catalina      | CSS                 | —         | MPC                           |
| 291766     | 2006 KG19  | 21 mai 2006 | Palomar       | NEAT                | —         | MPC                           |
| 291767     | 2006 KT19  | 16 mai 2006 | Palomar       | NEAT                | —         | MPC                           |
| 291768     | 2006 KK22  | 20 mai 2006 | Catalina      | CSS                 | —         | MPC                           |
| 291769     | 2006 KP25  | 19 mai 2006 | Mount Lemmon  | Mount Lemmon Survey | —         | MPC                           |
| 291770     | 2006 KX27  | 20 mai 2006 | Kitt Peak     | Spacewatch          | —         | MPC                           |
| 291771     | 2006 KS28  | 20 mai 2006 | Kitt Peak     | Spacewatch          | —         | MPC                           |
| 291772     | 2006 KT28  | 20 mai 2006 | Kitt Peak     | Spacewatch          | —         | MPC                           |
| 291773     | 2006 KC29  | 20 mai 2006 | Kitt Peak     | Spacewatch          | —         | MPC                           |
| 291774     | 2006 KV31  | 20 mai 2006 | Kitt Peak     | Spacewatch          | —         | MPC                           |
| 291775     | 2006 KP34  | 20 mai 2006 | Kitt Peak     | Spacewatch          | —         | MPC                           |
| 291776     | 2006 KY34  | 20 mai 2006 | Kitt Peak     | Spacewatch          | —         | MPC                           |
| 291777     | 2006 KB35  | 20 mai 2006 | Kitt Peak     | Spacewatch          | —         | MPC                           |
| 291778     | 2006 KD35  | 20 mai 2006 | Kitt Peak     | Spacewatch          | Mitidika  | MPC                           |
| 291779     | 2006 KJ35  | 20 mai 2006 | Kitt Peak     | Spacewatch          | —         | MPC                           |
| 291780     | 2006 KO38  | 20 mai 2006 | Kitt Peak     | Spacewatch          | Juno      | MPC                           |
| 291781     | 2006 KE39  | 17 mai 2006 | Palomar       | NEAT                | —         | MPC                           |
| 291782     | 2006 KP41  | 19 mai 2006 | Palomar       | NEAT                | —         | MPC                           |
| 291783     | 2006 KF42  | 20 mai 2006 | Kitt Peak     | Spacewatch          | —         | MPC                           |
| 291784     | 2006 KW43  | 20 mai 2006 | Siding Spring | SSS                 | —         | MPC                           |
| 291785     | 2006 KY46  | 21 mai 2006 | Mount Lemmon  | Mount Lemmon Survey | —         | MPC                           |
| 291786     | 2006 KR48  | 21 mai 2006 | Kitt Peak     | Spacewatch          | —         | MPC                           |
| 291787     | 2006 KQ50  | 21 mai 2006 | Kitt Peak     | Spacewatch          | —         | MPC                           |
| 291788     | 2006 KM53  | 21 mai 2006 | Kitt Peak     | Spacewatch          | —         | MPC                           |
| 291789     | 2006 KR53  | 21 mai 2006 | Kitt Peak     | Spacewatch          | —         | MPC                           |
| 291790     | 2006 KK54  | 21 mai 2006 | Kitt Peak     | Spacewatch          | —         | MPC                           |
| 291791     | 2006 KL55  | 21 mai 2006 | Palomar       | NEAT                | —         | MPC                           |
| 291792     | 2006 KU57  | 22 mai 2006 | Kitt Peak     | Spacewatch          | —         | MPC                           |
| 291793     | 2006 KA60  | 22 mai 2006 | Kitt Peak     | Spacewatch          | —         | MPC                           |
| 291794     | 2006 KG64  | 23 mai 2006 | Kitt Peak     | Spacewatch          | —         | MPC                           |
| 291795     | 2006 KC65  | 23 mai 2006 | Mount Lemmon  | Mount Lemmon Survey | —         | MPC                           |
| 291796     | 2006 KE65  | 23 mai 2006 | Mount Lemmon  | Mount Lemmon Survey | —         | MPC                           |
| 291797     | 2006 KG66  | 24 mai 2006 | Mount Lemmon  | Mount Lemmon Survey | —         | MPC                           |
| 291798     | 2006 KA68  | 19 mai 2006 | Palomar       | NEAT                | —         | MPC                           |
| 291799     | 2006 KL69  | 22 mai 2006 | Kitt Peak     | Spacewatch          | —         | MPC                           |
| 291800     | 2006 KR71  | 22 mai 2006 | Kitt Peak     | Spacewatch          | —         | MPC                           |

## 291801–291900
| Designação             | Designação | Descoberta  | Descoberta        | Descobridor(es)       | Categoria | Mais informações / Referência |
| Permanente             | Provisória | Data        | Local             | Descobridor(es)       | Categoria | Mais informações / Referência |
| ---------------------- | ---------- | ----------- | ----------------- | --------------------- | --------- | ----------------------------- |
| 291801                 | 2006 KZ71  | 22 mai 2006 | Kitt Peak         | Spacewatch            | —         | MPC                           |
| 291802                 | 2006 KJ74  | 23 mai 2006 | Kitt Peak         | Spacewatch            | —         | MPC                           |
| 291803                 | 2006 KH75  | 24 mai 2006 | Kitt Peak         | Spacewatch            | —         | MPC                           |
| 291804                 | 2006 KE76  | 24 mai 2006 | Palomar           | NEAT                  | —         | MPC                           |
| 291805                 | 2006 KX80  | 25 mai 2006 | Mount Lemmon      | Mount Lemmon Survey   | —         | MPC                           |
| 291806                 | 2006 KV83  | 21 mai 2006 | Mount Lemmon      | Mount Lemmon Survey   | —         | MPC                           |
| 291807                 | 2006 KG89  | 29 mai 2006 | Mount Lemmon      | Mount Lemmon Survey   | —         | MPC                           |
| 291808                 | 2006 KK90  | 24 mai 2006 | Palomar           | NEAT                  | —         | MPC                           |
| 291809                 | 2006 KH91  | 25 mai 2006 | Kitt Peak         | Spacewatch            | —         | MPC                           |
| 291810                 | 2006 KN91  | 25 mai 2006 | Kitt Peak         | Spacewatch            | —         | MPC                           |
| 291811                 | 2006 KK94  | 25 mai 2006 | Kitt Peak         | Spacewatch            | —         | MPC                           |
| 291812                 | 2006 KC95  | 25 mai 2006 | Kitt Peak         | Spacewatch            | —         | MPC                           |
| 291813                 | 2006 KD97  | 25 mai 2006 | Mount Lemmon      | Mount Lemmon Survey   | —         | MPC                           |
| 291814                 | 2006 KB98  | 26 mai 2006 | Kitt Peak         | Spacewatch            | —         | MPC                           |
| 291815                 | 2006 KP99  | 27 mai 2006 | Catalina          | CSS                   | —         | MPC                           |
| 291816                 | 2006 KS99  | 28 mai 2006 | Socorro           | LINEAR                | —         | MPC                           |
| 291817                 | 2006 KP100 | 24 mai 2006 | Kitt Peak         | Spacewatch            | —         | MPC                           |
| 291818                 | 2006 KY104 | 28 mai 2006 | Kitt Peak         | Spacewatch            | —         | MPC                           |
| 291819                 | 2006 KO116 | 29 mai 2006 | Kitt Peak         | Spacewatch            | Mitidika  | MPC                           |
| 291820                 | 2006 KN117 | 29 mai 2006 | Kitt Peak         | Spacewatch            | —         | MPC                           |
| 291821                 | 2006 KU118 | 30 mai 2006 | Mount Lemmon      | Mount Lemmon Survey   | —         | MPC                           |
| 291822                 | 2006 KB121 | 21 mai 2006 | Palomar           | NEAT                  | Pallas    | MPC                           |
| 291823                 | 2006 KH121 | 23 mai 2006 | Siding Spring     | SSS                   | —         | MPC                           |
| 291824                 | 2006 KH133 | 25 mai 2006 | Mauna Kea         | P. A. Wiegert         | —         | MPC                           |
| 291825                 | 2006 KL143 | 22 mai 2006 | Kitt Peak         | Spacewatch            | —         | MPC                           |
| 291826                 | 2006 KZ143 | 20 mai 2006 | Kitt Peak         | Spacewatch            | —         | MPC                           |
| 291827                 | 2006 LE    | 1 jun 2006  | Mount Lemmon      | Mount Lemmon Survey   | Eos       | MPC                           |
| 291828                 | 2006 LF2   | 15 jun 2006 | Kitt Peak         | Spacewatch            | —         | MPC                           |
| 291829                 | 2006 LO2   | 4 jun 2006  | Socorro           | LINEAR                | —         | MPC                           |
| 291830                 | 2006 LP2   | 4 jun 2006  | Socorro           | LINEAR                | —         | MPC                           |
| 291831                 | 2006 LX3   | 15 jun 2006 | Kitt Peak         | Spacewatch            | —         | MPC                           |
| 291832                 | 2006 LO4   | 11 jun 2006 | Palomar           | NEAT                  | —         | MPC                           |
| 291833                 | 2006 LP4   | 11 jun 2006 | Palomar           | NEAT                  | —         | MPC                           |
| 291834                 | 2006 LQ4   | 3 jun 2006  | Catalina          | CSS                   | —         | MPC                           |
| 291835                 | 2006 LC5   | 3 jun 2006  | Mount Lemmon      | Mount Lemmon Survey   | —         | MPC                           |
| 291836                 | 2006 LD7   | 9 jun 2006  | Palomar           | NEAT                  | —         | MPC                           |
| 291837                 | 2006 MH2   | 16 jun 2006 | Kitt Peak         | Spacewatch            | —         | MPC                           |
| 291838                 | 2006 MV2   | 16 jun 2006 | Kitt Peak         | Spacewatch            | —         | MPC                           |
| 291839                 | 2006 MJ4   | 17 jun 2006 | Kitt Peak         | Spacewatch            | —         | MPC                           |
| 291840                 | 2006 MK5   | 17 jun 2006 | Kitt Peak         | Spacewatch            | —         | MPC                           |
| 291841                 | 2006 MQ7   | 18 jun 2006 | Kitt Peak         | Spacewatch            | —         | MPC                           |
| 291842                 | 2006 MY7   | 18 jun 2006 | Kitt Peak         | Spacewatch            | —         | MPC                           |
| 291843                 | 2006 MZ8   | 19 jun 2006 | Mount Lemmon      | Mount Lemmon Survey   | —         | MPC                           |
| 291844                 | 2006 ME13  | 24 jun 2006 | Hibiscus          | S. F. Hönig           | —         | MPC                           |
| 291845                 | 2006 MW13  | 27 jun 2006 | Siding Spring     | SSS                   | —         | MPC                           |
| 291846                 | 2006 MD14  | 17 jun 2006 | Siding Spring     | SSS                   | Phocaea   | MPC                           |
| 291847 Ladoix          | 2006 OP1   | 19 jul 2006 | Vicques           | M. Ory                | —         | MPC                           |
| 291848                 | 2006 OY1   | 18 jul 2006 | Reedy Creek       | J. Broughton          | —         | MPC                           |
| 291849 Orchestralondon | 2006 OL2   | 18 jul 2006 | Lulin Observatory | Q.-z. Ye, H.-C. Lin   | —         | MPC                           |
| 291850                 | 2006 OV4   | 22 jul 2006 | Pla D'Arguines    | R. Ferrando           | —         | MPC                           |
| 291851                 | 2006 OZ5   | 19 jul 2006 | Palomar           | NEAT                  | —         | MPC                           |
| 291852                 | 2006 OW8   | 20 jul 2006 | Palomar           | NEAT                  | —         | MPC                           |
| 291853                 | 2006 OM9   | 24 jul 2006 | Hibiscus          | S. F. Hönig           | —         | MPC                           |
| 291854                 | 2006 OM13  | 21 jul 2006 | Palomar           | NEAT                  | —         | MPC                           |
| 291855 Calabròcorrado  | 2006 ON14  | 28 jul 2006 | Andrushivka       | Andrushivka Obs.      | —         | MPC                           |
| 291856                 | 2006 OV14  | 20 jul 2006 | Reedy Creek       | J. Broughton          | —         | MPC                           |
| 291857                 | 2006 OY15  | 29 jul 2006 | Reedy Creek       | J. Broughton          | —         | MPC                           |
| 291858                 | 2006 OQ16  | 20 jul 2006 | Palomar           | NEAT                  | —         | MPC                           |
| 291859                 | 2006 OG18  | 20 jul 2006 | Siding Spring     | SSS                   | —         | MPC                           |
| 291860                 | 2006 OZ20  | 30 jul 2006 | Siding Spring     | SSS                   | Phocaea   | MPC                           |
| 291861                 | 2006 PG    | 2 ago 2006  | Pla D'Arguines    | R. Ferrando           | —         | MPC                           |
| 291862                 | 2006 PX    | 11 ago 2006 | Lulin             | H.-C. Lin, Q.-z. Ye   | —         | MPC                           |
| 291863                 | 2006 PL3   | 12 ago 2006 | Palomar           | NEAT                  | —         | MPC                           |
| 291864                 | 2006 PH4   | 15 ago 2006 | Reedy Creek       | J. Broughton          | —         | MPC                           |
| 291865                 | 2006 PX4   | 12 ago 2006 | Palomar           | NEAT                  | —         | MPC                           |
| 291866                 | 2006 PF5   | 12 ago 2006 | Palomar           | NEAT                  | —         | MPC                           |
| 291867                 | 2006 PT5   | 18 nov 1996 | Kitt Peak         | Spacewatch            | —         | MPC                           |
| 291868                 | 2006 PT7   | 12 ago 2006 | Palomar           | NEAT                  | —         | MPC                           |
| 291869                 | 2006 PO9   | 13 ago 2006 | Palomar           | NEAT                  | —         | MPC                           |
| 291870                 | 2006 PA10  | 13 ago 2006 | Palomar           | NEAT                  | —         | MPC                           |
| 291871                 | 2006 PT11  | 13 ago 2006 | Palomar           | NEAT                  | —         | MPC                           |
| 291872                 | 2006 PE12  | 13 ago 2006 | Palomar           | NEAT                  | —         | MPC                           |
| 291873                 | 2006 PF12  | 13 ago 2006 | Palomar           | NEAT                  | —         | MPC                           |
| 291874                 | 2006 PL12  | 13 ago 2006 | Palomar           | NEAT                  | —         | MPC                           |
| 291875                 | 2006 PW15  | 15 ago 2006 | Palomar           | NEAT                  | —         | MPC                           |
| 291876                 | 2006 PO17  | 15 ago 2006 | Lulin Observatory | C.-S. Lin, Q.-z. Ye   | —         | MPC                           |
| 291877                 | 2006 PB18  | 15 ago 2006 | Palomar           | NEAT                  | —         | MPC                           |
| 291878                 | 2006 PU18  | 13 ago 2006 | Palomar           | NEAT                  | —         | MPC                           |
| 291879                 | 2006 PW19  | 13 ago 2006 | Palomar           | NEAT                  | —         | MPC                           |
| 291880                 | 2006 PQ20  | 15 ago 2006 | Palomar           | NEAT                  | —         | MPC                           |
| 291881                 | 2006 PJ22  | 15 ago 2006 | Lulin             | C.-S. Lin, Q.-z. Ye   | —         | MPC                           |
| 291882                 | 2006 PZ22  | 15 ago 2006 | Siding Spring     | SSS                   | —         | MPC                           |
| 291883                 | 2006 PF23  | 12 ago 2006 | Palomar           | NEAT                  | —         | MPC                           |
| 291884                 | 2006 PC24  | 12 ago 2006 | Palomar           | NEAT                  | —         | MPC                           |
| 291885                 | 2006 PE25  | 13 ago 2006 | Palomar           | NEAT                  | Mitidika  | MPC                           |
| 291886                 | 2006 PG26  | 15 ago 2006 | Palomar           | NEAT                  | —         | MPC                           |
| 291887                 | 2006 PM26  | 15 ago 2006 | Palomar           | NEAT                  | —         | MPC                           |
| 291888                 | 2006 PC29  | 10 ago 2006 | Palomar           | NEAT                  | —         | MPC                           |
| 291889                 | 2006 PQ30  | 12 ago 2006 | Palomar           | NEAT                  | —         | MPC                           |
| 291890                 | 2006 PD31  | 13 ago 2006 | Palomar           | NEAT                  | —         | MPC                           |
| 291891                 | 2006 PW34  | 12 ago 2006 | Palomar           | NEAT                  | —         | MPC                           |
| 291892                 | 2006 PN35  | 12 ago 2006 | Palomar           | NEAT                  | —         | MPC                           |
| 291893                 | 2006 PO36  | 12 ago 2006 | Palomar           | NEAT                  | —         | MPC                           |
| 291894                 | 2006 PN42  | 14 ago 2006 | Siding Spring     | SSS                   | —         | MPC                           |
| 291895                 | 2006 QP1   | 16 ago 2006 | Siding Spring     | SSS                   | —         | MPC                           |
| 291896                 | 2006 QW3   | 18 ago 2006 | Kitt Peak         | Spacewatch            | —         | MPC                           |
| 291897                 | 2006 QY3   | 18 ago 2006 | Kitt Peak         | Spacewatch            | —         | MPC                           |
| 291898                 | 2006 QN4   | 17 ago 2006 | Goodricke-Pigott  | R. A. Tucker          | —         | MPC                           |
| 291899                 | 2006 QS4   | 18 ago 2006 | Piszkéstető       | K. Sárneczky, Z. Kuli | Mitidika  | MPC                           |
| 291900                 | 2006 QU4   | 19 ago 2006 | Piszkéstető       | K. Sárneczky, Z. Kuli | —         | MPC                           |

## 291901–292000
| Designação           | Designação | Descoberta  | Descoberta    | Descobridor(es)  | Categoria | Mais informações / Referência |
| Permanente           | Provisória | Data        | Local         | Descobridor(es)  | Categoria | Mais informações / Referência |
| -------------------- | ---------- | ----------- | ------------- | ---------------- | --------- | ----------------------------- |
| 291901               | 2006 QB8   | 19 ago 2006 | Kitt Peak     | Spacewatch       | Chloris   | MPC                           |
| 291902               | 2006 QG8   | 19 ago 2006 | Kitt Peak     | Spacewatch       | —         | MPC                           |
| 291903               | 2006 QM8   | 19 ago 2006 | Kitt Peak     | Spacewatch       | —         | MPC                           |
| 291904               | 2006 QT9   | 19 ago 2006 | Kitt Peak     | Spacewatch       | —         | MPC                           |
| 291905               | 2006 QU9   | 19 ago 2006 | Kitt Peak     | Spacewatch       | —         | MPC                           |
| 291906               | 2006 QK10  | 19 ago 2006 | Reedy Creek   | J. Broughton     | Phocaea   | MPC                           |
| 291907               | 2006 QU10  | 17 ago 2006 | Palomar       | NEAT             | —         | MPC                           |
| 291908               | 2006 QM11  | 16 ago 2006 | Siding Spring | SSS              | —         | MPC                           |
| 291909               | 2006 QP11  | 16 ago 2006 | Siding Spring | SSS              | —         | MPC                           |
| 291910               | 2006 QU11  | 16 ago 2006 | Siding Spring | SSS              | —         | MPC                           |
| 291911               | 2006 QV11  | 16 ago 2006 | Siding Spring | SSS              | —         | MPC                           |
| 291912               | 2006 QK15  | 17 ago 2006 | Palomar       | NEAT             | —         | MPC                           |
| 291913               | 2006 QL15  | 17 ago 2006 | Palomar       | NEAT             | —         | MPC                           |
| 291914               | 2006 QD17  | 17 ago 2006 | Palomar       | NEAT             | —         | MPC                           |
| 291915               | 2006 QQ17  | 17 ago 2006 | Palomar       | NEAT             | —         | MPC                           |
| 291916               | 2006 QW17  | 17 ago 2006 | Palomar       | NEAT             | —         | MPC                           |
| 291917               | 2006 QS18  | 17 ago 2006 | Palomar       | NEAT             | —         | MPC                           |
| 291918               | 2006 QB19  | 17 ago 2006 | Palomar       | NEAT             | —         | MPC                           |
| 291919               | 2006 QU20  | 18 ago 2006 | Anderson Mesa | LONEOS           | —         | MPC                           |
| 291920               | 2006 QY22  | 19 ago 2006 | Anderson Mesa | LONEOS           | —         | MPC                           |
| 291921               | 2006 QL23  | 21 ago 2006 | Dax           | Dax Obs.         | —         | MPC                           |
| 291922               | 2006 QM23  | 20 ago 2006 | Wildberg      | R. Apitzsch      | Eos       | MPC                           |
| 291923 Kuzmaskryabin | 2006 QW23  | 16 ago 2006 | Andrushivka   | Andrushivka Obs. | —         | MPC                           |
| 291924               | 2006 QJ25  | 18 ago 2006 | Socorro       | LINEAR           | —         | MPC                           |
| 291925               | 2006 QD26  | 19 ago 2006 | Kitt Peak     | Spacewatch       | —         | MPC                           |
| 291926               | 2006 QM26  | 19 ago 2006 | Kitt Peak     | Spacewatch       | —         | MPC                           |
| 291927               | 2006 QH27  | 19 ago 2006 | Palomar       | NEAT             | —         | MPC                           |
| 291928               | 2006 QS27  | 20 ago 2006 | Kitt Peak     | Spacewatch       | —         | MPC                           |
| 291929               | 2006 QG28  | 20 ago 2006 | Kitt Peak     | Spacewatch       | —         | MPC                           |
| 291930               | 2006 QQ28  | 21 ago 2006 | Kitt Peak     | Spacewatch       | Mitidika  | MPC                           |
| 291931               | 2006 QD29  | 21 ago 2006 | Kitt Peak     | Spacewatch       | —         | MPC                           |
| 291932               | 2006 QJ29  | 16 ago 2006 | Siding Spring | SSS              | —         | MPC                           |
| 291933               | 2006 QE30  | 20 ago 2006 | Palomar       | NEAT             | —         | MPC                           |
| 291934               | 2006 QN30  | 21 ago 2006 | Socorro       | LINEAR           | —         | MPC                           |
| 291935               | 2006 QS30  | 22 ago 2006 | Palomar       | NEAT             | —         | MPC                           |
| 291936               | 2006 QU30  | 22 ago 2006 | Palomar       | NEAT             | —         | MPC                           |
| 291937               | 2006 QD31  | 22 ago 2006 | Reedy Creek   | J. Broughton     | —         | MPC                           |
| 291938               | 2006 QN32  | 21 ago 2006 | Palomar       | NEAT             | —         | MPC                           |
| 291939               | 2006 QX32  | 22 ago 2006 | Palomar       | NEAT             | —         | MPC                           |
| 291940               | 2006 QN33  | 23 ago 2006 | Hibiscus      | S. F. Hönig      | —         | MPC                           |
| 291941               | 2006 QW33  | 23 ago 2006 | Marly         | Naef Obs.        | —         | MPC                           |
| 291942               | 2006 QD34  | 22 ago 2006 | Palomar       | NEAT             | —         | MPC                           |
| 291943               | 2006 QB36  | 19 ago 2006 | Palomar       | NEAT             | —         | MPC                           |
| 291944               | 2006 QG36  | 21 ago 2006 | Palomar       | NEAT             | —         | MPC                           |
| 291945               | 2006 QL36  | 16 ago 2006 | Siding Spring | SSS              | —         | MPC                           |
| 291946               | 2006 QB37  | 16 ago 2006 | Siding Spring | SSS              | —         | MPC                           |
| 291947               | 2006 QZ38  | 18 ago 2006 | Anderson Mesa | LONEOS           | —         | MPC                           |
| 291948               | 2006 QV40  | 17 ago 2006 | Palomar       | NEAT             | —         | MPC                           |
| 291949               | 2006 QG41  | 17 ago 2006 | Palomar       | NEAT             | —         | MPC                           |
| 291950               | 2006 QM41  | 17 ago 2006 | Palomar       | NEAT             | —         | MPC                           |
| 291951               | 2006 QP41  | 17 ago 2006 | Palomar       | NEAT             | Eos       | MPC                           |
| 291952               | 2006 QL42  | 17 ago 2006 | Palomar       | NEAT             | —         | MPC                           |
| 291953               | 2006 QX42  | 17 ago 2006 | Palomar       | NEAT             | —         | MPC                           |
| 291954               | 2006 QC43  | 17 ago 2006 | Palomar       | NEAT             | —         | MPC                           |
| 291955               | 2006 QR43  | 18 ago 2006 | Kitt Peak     | Spacewatch       | —         | MPC                           |
| 291956               | 2006 QM45  | 19 ago 2006 | Palomar       | NEAT             | —         | MPC                           |
| 291957               | 2006 QT46  | 20 ago 2006 | Palomar       | NEAT             | —         | MPC                           |
| 291958               | 2006 QL47  | 20 ago 2006 | Palomar       | NEAT             | —         | MPC                           |
| 291959               | 2006 QJ51  | 23 ago 2006 | Palomar       | NEAT             | —         | MPC                           |
| 291960               | 2006 QM51  | 23 ago 2006 | Palomar       | NEAT             | —         | MPC                           |
| 291961               | 2006 QW51  | 23 ago 2006 | Palomar       | NEAT             | —         | MPC                           |
| 291962               | 2006 QN52  | 23 ago 2006 | Palomar       | NEAT             | —         | MPC                           |
| 291963               | 2006 QO54  | 17 ago 2006 | Palomar       | NEAT             | —         | MPC                           |
| 291964               | 2006 QH58  | 26 ago 2006 | Socorro       | LINEAR           | —         | MPC                           |
| 291965               | 2006 QY59  | 19 ago 2006 | Anderson Mesa | LONEOS           | —         | MPC                           |
| 291966               | 2006 QV60  | 21 ago 2006 | Socorro       | LINEAR           | —         | MPC                           |
| 291967               | 2006 QO61  | 22 ago 2006 | Palomar       | NEAT             | —         | MPC                           |
| 291968               | 2006 QX63  | 24 ago 2006 | Palomar       | NEAT             | —         | MPC                           |
| 291969               | 2006 QX64  | 27 ago 2006 | Kitt Peak     | Spacewatch       | —         | MPC                           |
| 291970               | 2006 QC66  | 20 ago 2006 | Kitt Peak     | Spacewatch       | —         | MPC                           |
| 291971               | 2006 QC77  | 21 ago 2006 | Kitt Peak     | Spacewatch       | —         | MPC                           |
| 291972               | 2006 QU77  | 22 ago 2006 | Palomar       | NEAT             | Ursula    | MPC                           |
| 291973               | 2006 QD78  | 22 ago 2006 | Palomar       | NEAT             | —         | MPC                           |
| 291974               | 2006 QH78  | 22 ago 2006 | Palomar       | NEAT             | Mitidika  | MPC                           |
| 291975               | 2006 QJ78  | 22 ago 2006 | Palomar       | NEAT             | —         | MPC                           |
| 291976               | 2006 QR78  | 22 ago 2006 | Palomar       | NEAT             | —         | MPC                           |
| 291977               | 2006 QR79  | 24 ago 2006 | Socorro       | LINEAR           | —         | MPC                           |
| 291978               | 2006 QJ83  | 27 ago 2006 | Kitt Peak     | Spacewatch       | —         | MPC                           |
| 291979               | 2006 QT83  | 27 ago 2006 | Kitt Peak     | Spacewatch       | —         | MPC                           |
| 291980               | 2006 QM86  | 27 ago 2006 | Kitt Peak     | Spacewatch       | —         | MPC                           |
| 291981               | 2006 QH88  | 27 ago 2006 | Kitt Peak     | Spacewatch       | —         | MPC                           |
| 291982               | 2006 QN88  | 27 ago 2006 | Kitt Peak     | Spacewatch       | Mitidika  | MPC                           |
| 291983               | 2006 QN95  | 16 ago 2006 | Palomar       | NEAT             | —         | MPC                           |
| 291984               | 2006 QC96  | 16 ago 2006 | Palomar       | NEAT             | —         | MPC                           |
| 291985               | 2006 QZ96  | 17 ago 2006 | Palomar       | NEAT             | —         | MPC                           |
| 291986               | 2006 QJ97  | 20 ago 2006 | Kitt Peak     | Spacewatch       | Maria     | MPC                           |
| 291987               | 2006 QK97  | 20 ago 2006 | Kitt Peak     | Spacewatch       | —         | MPC                           |
| 291988               | 2006 QO99  | 23 ago 2006 | Palomar       | NEAT             | —         | MPC                           |
| 291989               | 2006 QQ100 | 24 ago 2006 | Palomar       | NEAT             | —         | MPC                           |
| 291990               | 2006 QO104 | 28 ago 2006 | Anderson Mesa | LONEOS           | —         | MPC                           |
| 291991               | 2006 QR105 | 28 ago 2006 | Catalina      | CSS              | —         | MPC                           |
| 291992               | 2006 QB107 | 28 ago 2006 | Anderson Mesa | LONEOS           | —         | MPC                           |
| 291993               | 2006 QY107 | 28 ago 2006 | Catalina      | CSS              | —         | MPC                           |
| 291994               | 2006 QO108 | 28 ago 2006 | Catalina      | CSS              | —         | MPC                           |
| 291995               | 2006 QX111 | 22 ago 2006 | Palomar       | NEAT             | —         | MPC                           |
| 291996               | 2006 QO112 | 23 ago 2006 | Palomar       | NEAT             | —         | MPC                           |
| 291997               | 2006 QJ113 | 24 ago 2006 | Socorro       | LINEAR           | —         | MPC                           |
| 291998               | 2006 QW114 | 27 ago 2006 | Anderson Mesa | LONEOS           | —         | MPC                           |
| 291999               | 2006 QX115 | 27 ago 2006 | Anderson Mesa | LONEOS           | —         | MPC                           |
| 292000               | 2006 QF117 | 27 ago 2006 | Anderson Mesa | LONEOS           | —         | MPC                           |